# Пилипів Потік
Пили́пів Поті́к (Поті́к) — 1) урочище з однойменним струмком, яке тягнеться уздовж яру між Забуччям та Ірпенем і повертає на схід уздовж правого берега річки Буча в межах Ірпеня; 2) хутір в урочищі; 3) історичний кут на північному заході Ірпеня.

## Назва

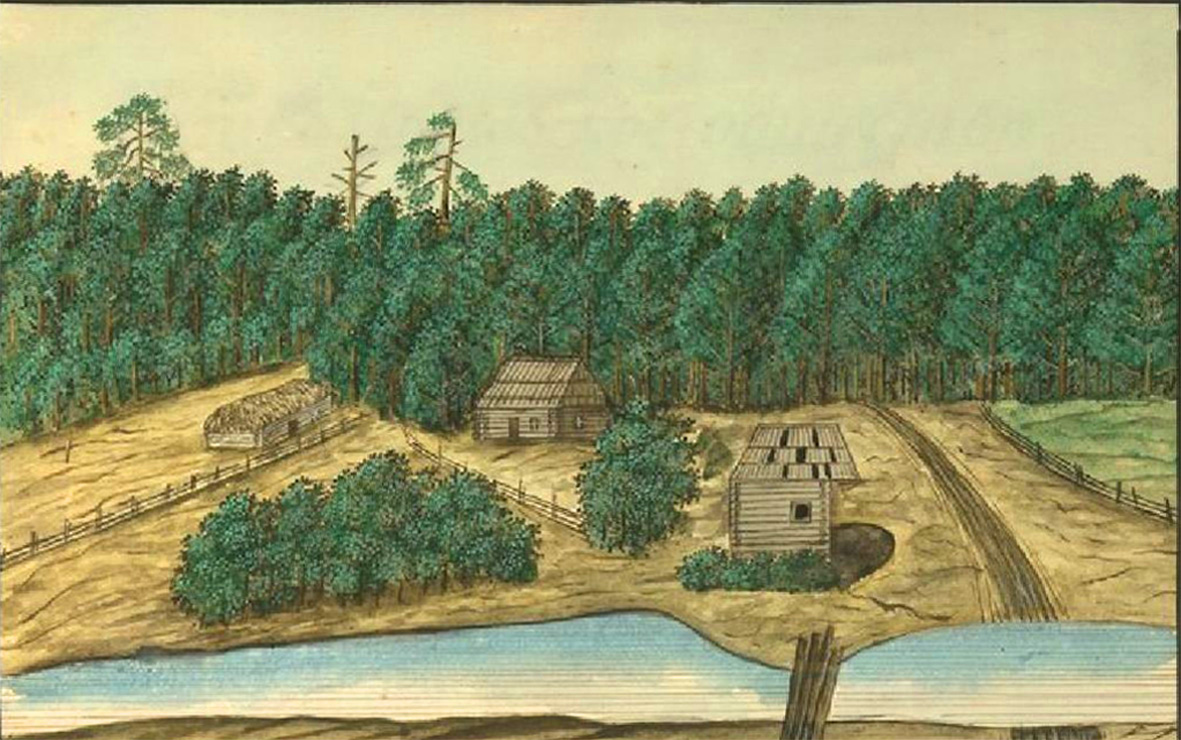
Де ля Фліз. Пилипів Потік (1854)

Назва походить від гідроніму струмка Пилипів Потік.
Згідно з народною етимологією, урочище назвали за ім'ям самітника Пилипа. За переказами, ніби там, де впали його сльози, що лилися потоками під час молитви в лісі, забив струмок. Відтоді до святого джерела почали приходити сотні прочан.
Топонім Пилипів Потік майже невідомий більшості мешканців кута, оскільки місцеве населення постійно змінювалося унаслідок припливу переселенців.
У 1930-х роках ця місцевість у межах міста, що прославилася як «бандитський район», мала назву Бара́ки, а згодом Машторф — від заводу «Ірпіньторфмаш». Район видобутку торфу називали БТР (Бучанська торфорозробка). Ділянка незабудованої діброви вище плавнів річки Буча і боліт відома місцевим як Чорний Гай.
Жартівлива назва кута — Болото (на болоті). Місцеві називають новобудови району халупами на болоті через забудову деяких житлових комплексів у колишній заболоченій місцевості. Залишки боліт збереглися поблизу заводу «Ірпіньторфмаш».

## Урочище
Верхів'я урочища Пилипів Потік починається на лінії Забуччя — Романівка. По яру тече однойменний струмок. Далі Пилипів Потік тягнеться на північ уздовж яру між Забуччям та Ірпенем і повертає на схід уздовж правого берега річки Буча в межах Ірпеня.

## Хутір
У 1803 і 1839 роках Пилипів Потік згадується як хутір.
Домінік П'єр Де ля Фліз у своїй книзі «Медико-топографічний опис… Київської округи» (1854) повідомив, що хутір лежить уздовж річки Пилипів Потік і болота між лісами. У лісах на той час водилось багато вовків. На хуторі було всього дві бідні хати, в яких мешкало 10 чоловіків і 8 жінок. На невеликих городах вони сіяли озимий хліб. Худоби не тримали. На хуторі також була стара корчма без вікон, яку утримував єврей. Водночас «селяни дуже мало горілку вживають і [тому] немає п'яниць».
1923 року верхів'я урочища Пилипів Потік разом зі Стоянкою увійшло до складу Романівської сільради. Східну частину поглинув Ірпінь.
На мапі РКЧА 1932 року хутір із назвою Потік позначений у верхів'ї урочища, за межами сучасного Ірпеня.

Місцевість на старих мапах
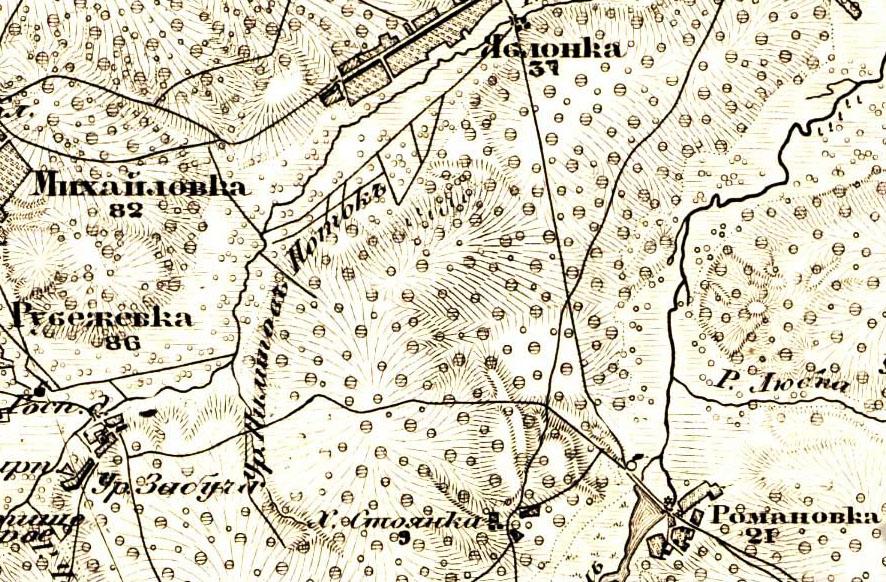
Пилипів Потік на мапі 1863 року
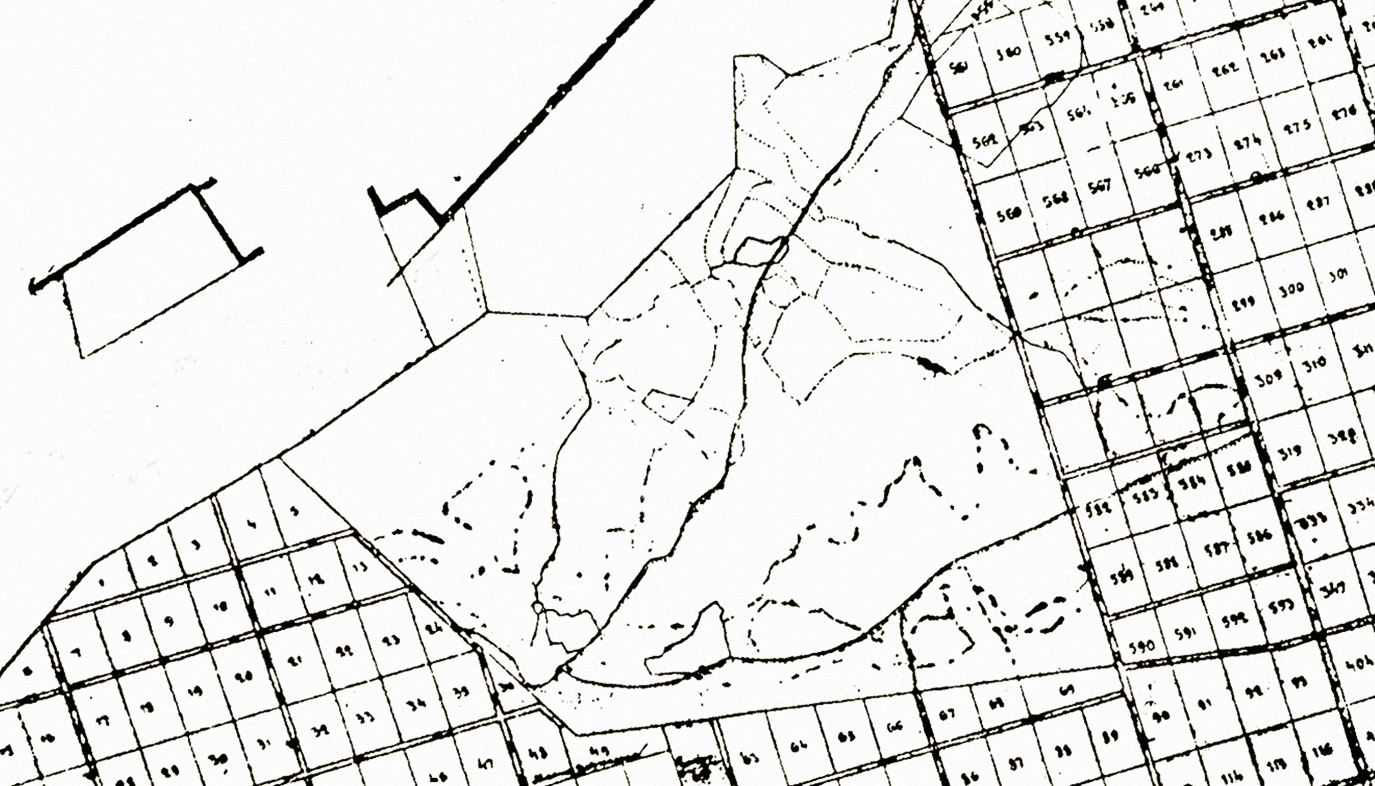
Болото між сучасними вулицями Джерельною (на заході), Академіка Ромоданова (на півдні), Виговського (на сході) і плавнею (на півночі). Фрагмент плану 1909 року
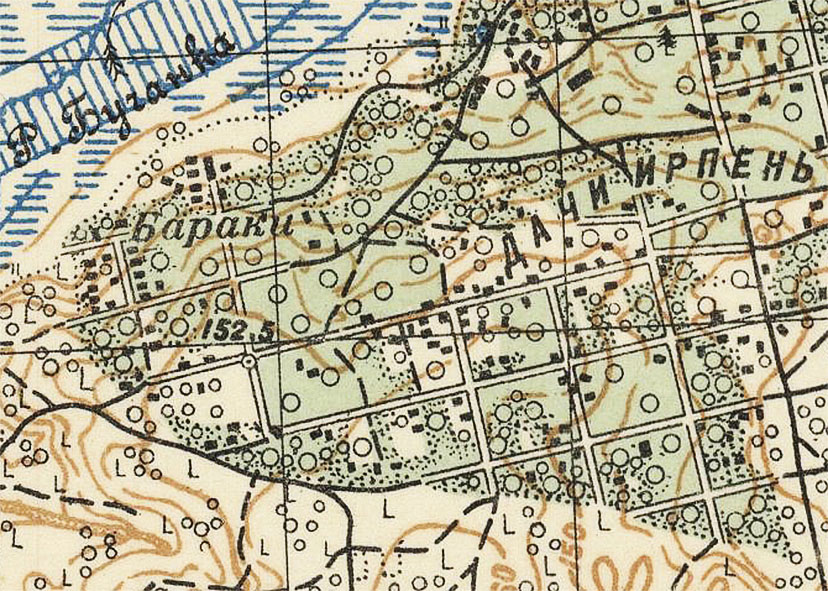
«Бараки» на мапі 1932, окреслені вул. Миколи Сингаївського, Гайдамацькою, Білокур і Гоголя

## Розвиток місцевості

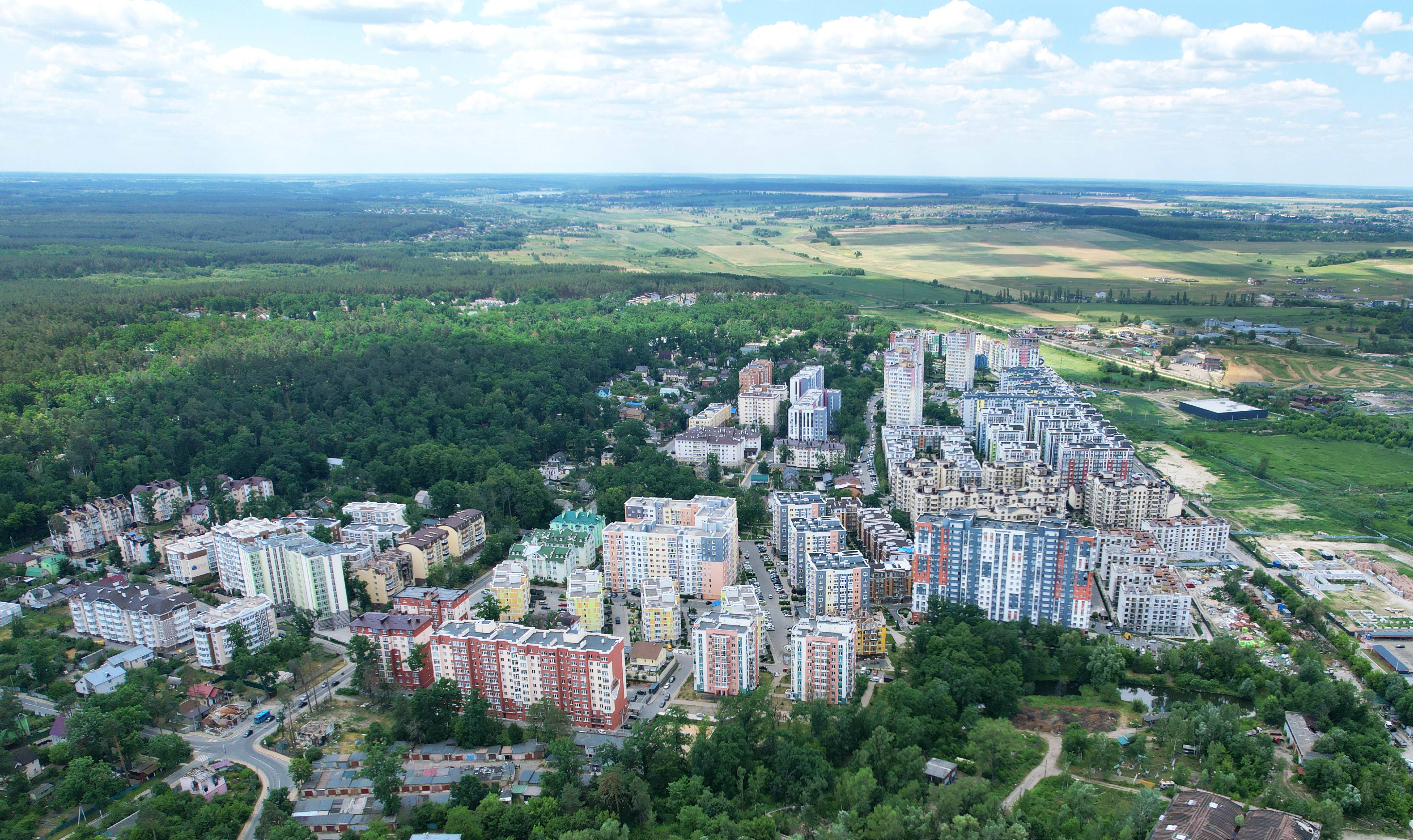
Панорама нових кварталів після визволення Ірпеня

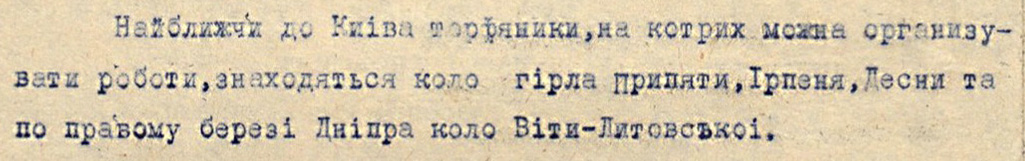
Повідомлення Міністерства шляхів УНР про видобуток торфу в Ірпені

На початку ХХ сторіччя намітилися дві тенденції розвитку Ірпеня — відпочинкова (дачна) і промислова. Між прибічниками обох тенденцій точилася боротьба. У селищі активно велася дачна забудова. Водночас підприємці попри протести дачників добивалися дозволу на промислово-виробничу діяльність.
У плавнях річки Буча розпочався видобуток торфу. У 1929 році при торфопідприємстві відкрили фабрично-заводську школу і навчальні майстерні. 1935 року в майстернях почали виготовляти торфодобувні агрегати. Згодом на їхній базі заснували завод «Ірпіньторфмаш». Для робітників Бучанської торфорозробки в Пилиповому Потоці поставили тимчасове житло барачного типа. У 1930-х роках ця місцевість, яка отримала назву Бараки, зажила лихої слави. 1932 року голова Ірпінської ради констатував, що місцева влада не змогла тут навести лад і приборкати «хуліганство різного ґатунку».
Хоча після Другої світової війни в Ірпені функціонувала машинобудівна, деревообробна, легка промисловість та промисловість будівельних матеріалів, місто, передусім, розвивалося як лікувально-оздоровчий центр республіканського значення. Цьому сприяли кліматичні умови та склад порід місцевих дерев. Особливе значення приділялося розвиткові курортів для дітей. У 1970-1980-х роках заборонялося створення нових промислових підприємств і навіть планувалося винести окремі виробництва, як наприклад, меблеву фабрику, за межі міста.
Специфіка курортного міста відбилася і на топоніміці кута. Одна з вулиць тут мала назву Санаторна (згодом Мечникова).
До кінця ХХ сторіччя в Пилиповому Потоці панувала одноповерхова житлова забудова.
1999 року збудовано комплекс Державного податкового університету.
На початку ХХІ сторіччя на території Пилипового Потоку (на вулицях Мечникова, Сковороди, Академіка Ромоданова, Миколи Сингаївського, Джерельній) розпочалося зведення багатоквартирних будинків, що супроводжувалося нещадною вирубкою лісу.
|                                        | |
| Приватний сектор на вул. Сингаївського | Найстаріша і найколоритніша мешканка кутка — 90-річна Елеонора Савчук із козами Чайкою й Даною (2016) |

## Криничка
За переказами, митрополит Петро Могила описував Приірпіння як місцевість на восьми джерелах, одним з яких могла бути лісова криничка, відома згодом як Чернеча, що на сучасній вулиці Мечникова. Назву отримала через те, що поруч оселились ченці (черниці), які перебралися сюди після закриття більшовиками монастиря. Криничка шанувалася православними як свята. За цілющою водою, як повідомляв журнал «Глобус» за 1926 рік, приїздили хворі з усієї країни. Люди не тільки пили воду, але й обмивалися нею. За переказами, вода зцілює захворювання печінки. Біля джерела віряни поставили дзвіницю. Черниці постійно правили молебні. З 1929 року в рамках антирелігійної боротьби влада марно намагалася заборонити відвідування кринички. Люди, які приходили за зціленням, кидали у криницю монети. Старожили повідомляли, що ця традиція проіснувала до 1980-х років. 2019 року, після понад десяти років клопотань з боку громадськості, криницю реконструювали.
У кілометрі від Чернечої Кринички розташоване урочище з іншою криницею. Рішенням 35-ї сесії Київської обласної ради V скликання від 21 жовтня 2010 року № 866-35-V тут створили гідрологічний заказник місцевого значення «Криничка».
2016 року екологи забили на сполох щодо стану гідрологічного заказника. Невелику водойму, яку утворювали води стоку джерела, осушили. Навколо розрівняли землю і порушили природний ландшафт. Виникла загроза зникнення джерела. Також порушуються санітарні норми користування водою. Активісти постійно намагаються звернути увагу місцевої влади, забудовників і громадськості до проблем «Кринички».
Попри те, що в криниці майже цілодобово набирають воду, люди байдуже віднеслися до ініціатив і не підтримали жодну вимогу. 2017 року три петиції не набрали необхідної для розгляду цього клопотання на сесії міськради кількості голосів.
Від джерела отримала свою назву вулиця Джерельна.
|                                    |          |                   |
| Ікони біля Чернечої кринички. 1926 | Криничка | Струмок в урочищі |

## 600-річний дуб «Прадуб»

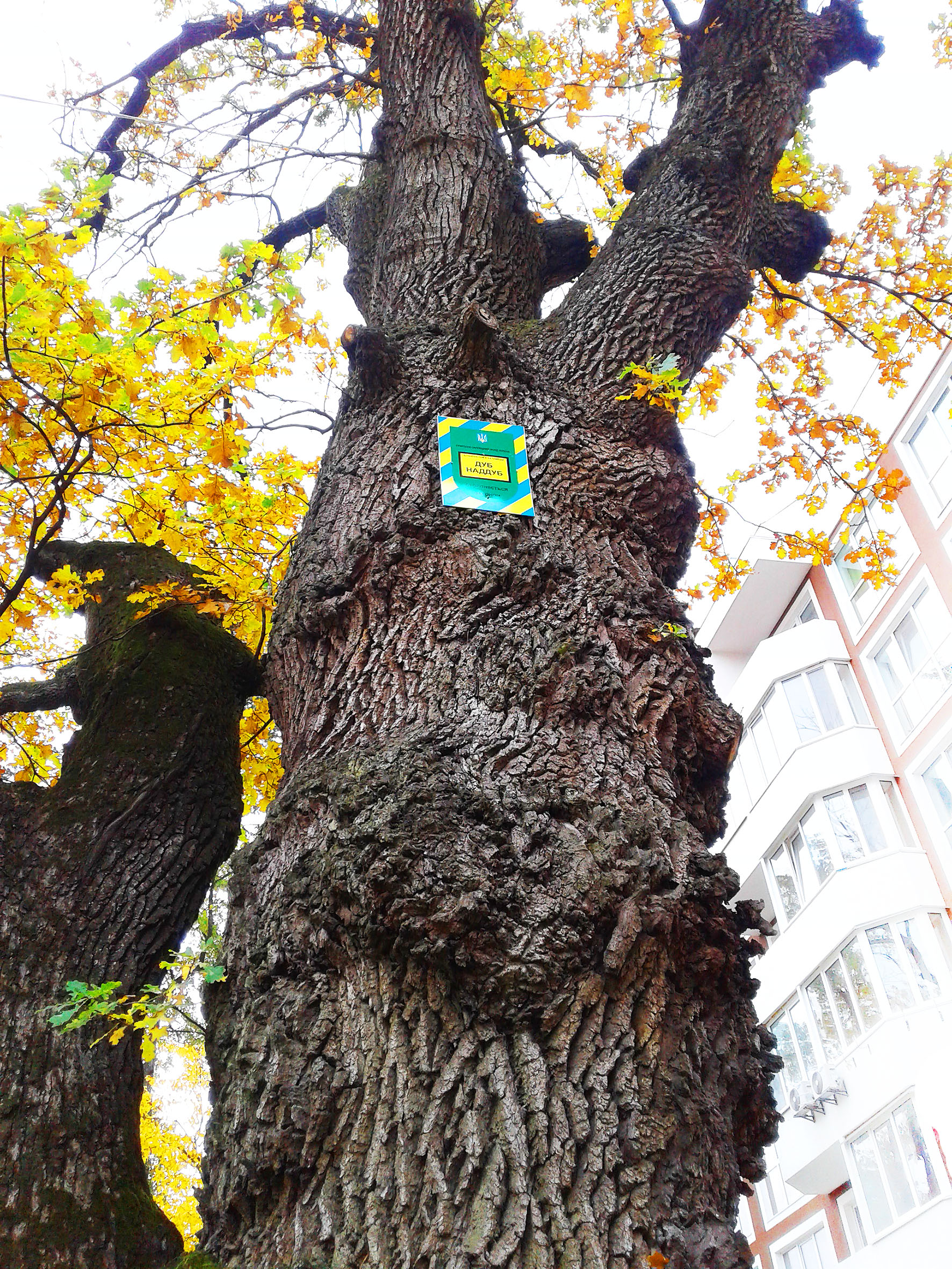
Дуб Прадуб

В урочищі ще залишилася діброва Чорний Гай зі сторічними дубами. Найстарішим був 700-річний дуб, який ріс на території УДФСУ. Охоплення стовбура — 6,1 м. За станом на 2010 рік дуб загинув. Після загибелі цього дерева найстарішою природною пам'яткою став 600-річний «дуб Прадуб». Пам'ятку оголошено рішенням Київської обласної ради від 17 червня 2010 р. № 739-32-V.
Прадуб розташований на перехресті вулиць Лисенка та Мечникова. На висоті 1,3 м тридцятиметровий дуб має стовбур 5,9 м в охопленні.
У зв'язку з активною забудовою дерево хворіє.

## Боротьба проти знищення Чорного Гаю і зелених зон

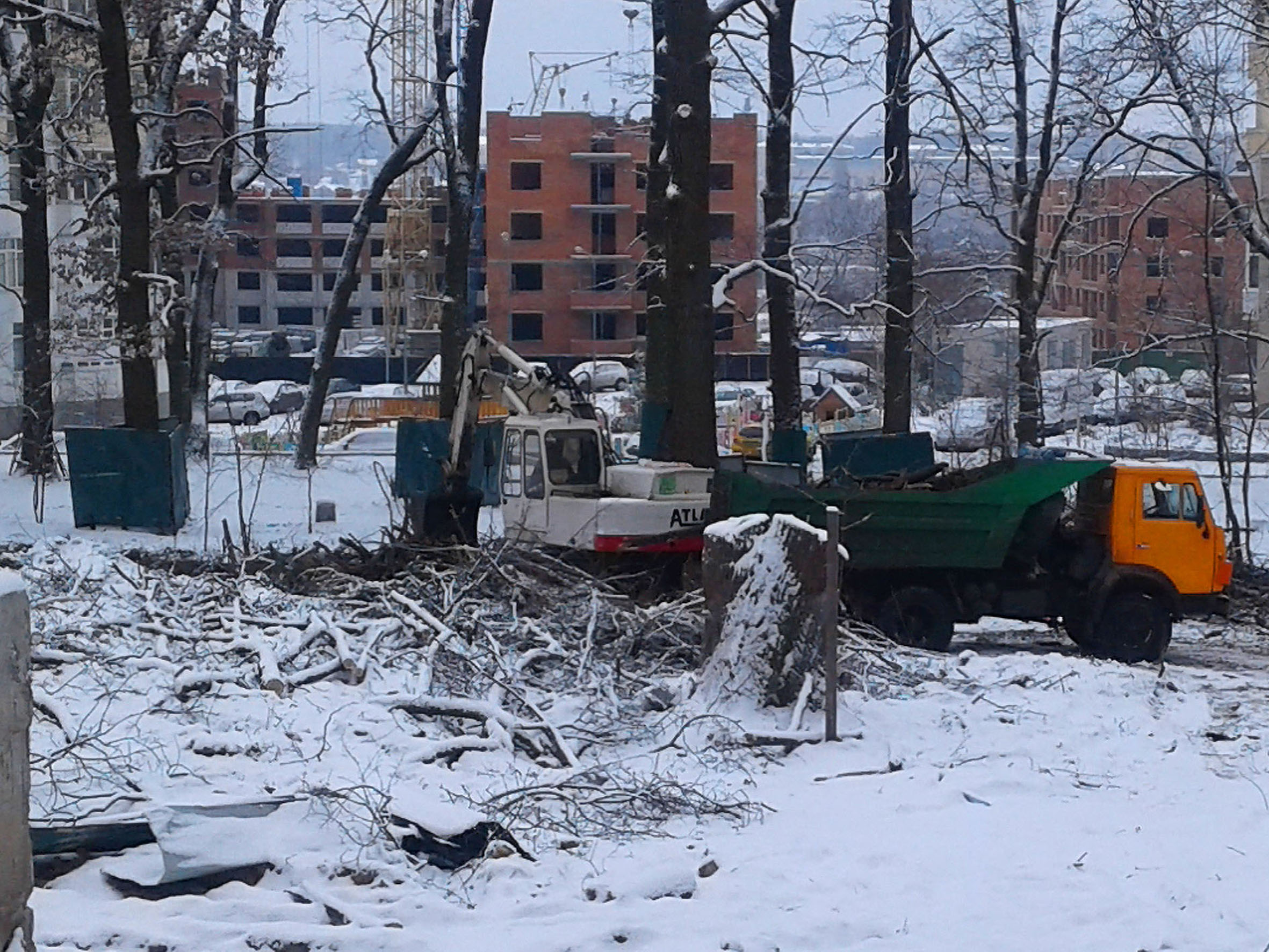
Вирубка дерев між вул. Сковороди і Миколи Сингаївського

На початку ХХІ сторіччя забудовники нещадно вирубають сторічні дуби та інші дерева. Це викликало протести місцевих мешканців. Частково активістам удалося відстояти невеликий сквер на місці Чорного Гаю між вулицями Миколи Сингаївського і Сковороди.
Протягом кількох років тривала боротьба за інший сквер — на розі вулиць Джерельної і Мечникова (колишньої Санаторної). Ця ділянка лісу належала приватним власникам. У червні 2017 року місцеві мешканці підписали відповідну петицію до міської ради. Зрештою 24 серпня 2021 року, на День Незалежності, після двох місяців роботи на цій ділянці урочисто відкрили сквер Мами. На його облаштування витратили сім мільйонів гривень, які пожертвували забудовники.
Громада також веде боротьбу за збереження ландшафтного заказника «Мужеловський» (понад 4 гектари). У лісопарку росте 610 дерев, серед яких багато віковічних дубів і сосен. 2018 року міська влада планувала відвести 10 соток під забудову медичної клініки. Однак непрозорість виділення ділянки викликала у активістів підозри щодо наміру чиновників віддати лісопарк під забудову чергового багатоквартирного будинку. Було зібрано 850 підписів проти забудови парку.
У травні 2020 року в рекреаційній зоні «Мужеловський» водоканал розпочав бурити свердловину. 20 травня активісти і квартальний комітет, який об'єднав 36 будинків приватного сектора, знову розпочали акції протесту

За збереження парків
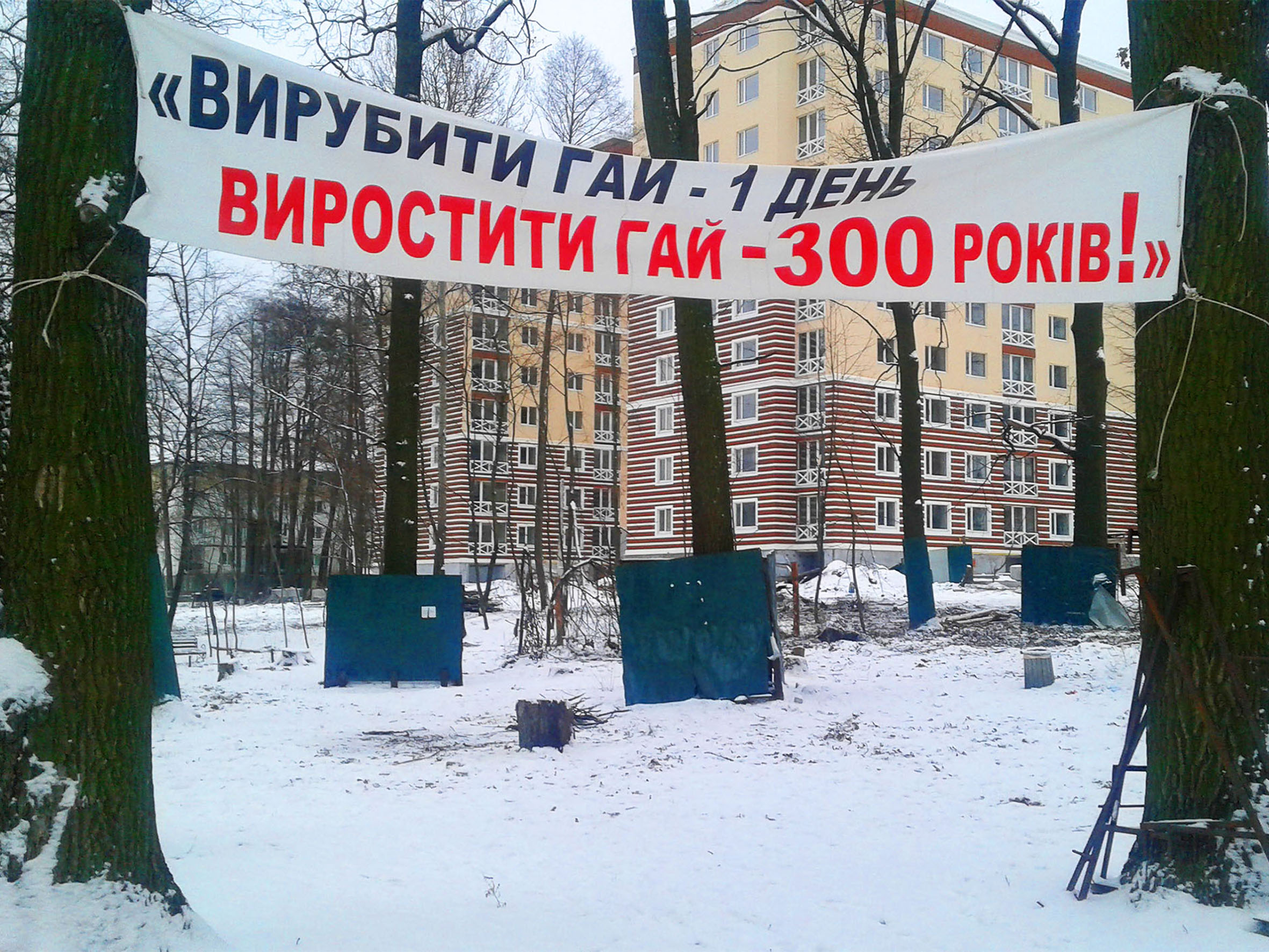
Захист скверу на місці залишків Чорного Гаю
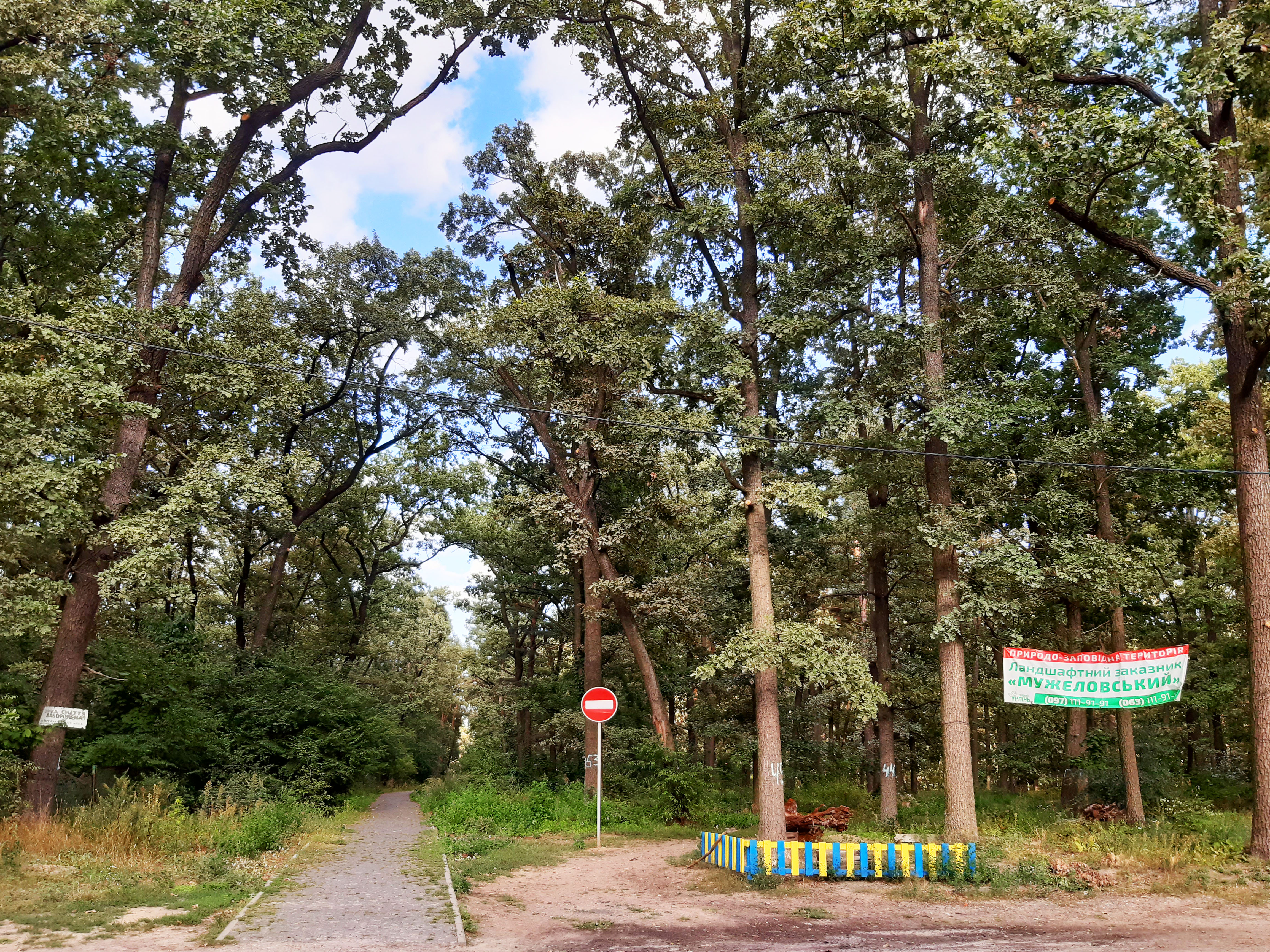
Ландшафтний заказник «Мужеловський»
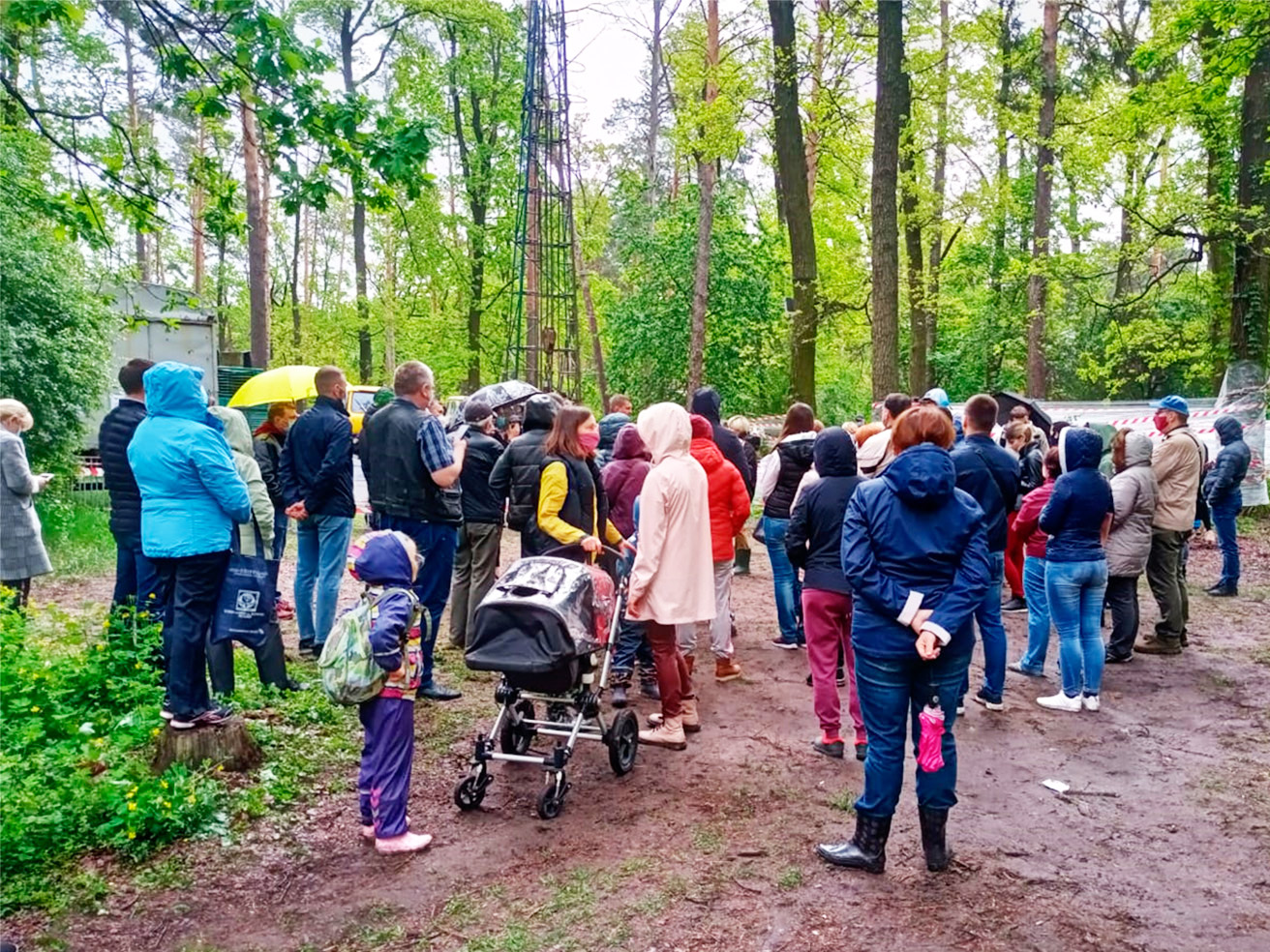
Протести проти буріння свердловини у лісопарку «Мужеловський» (20.05.2020)

Сквер Мами
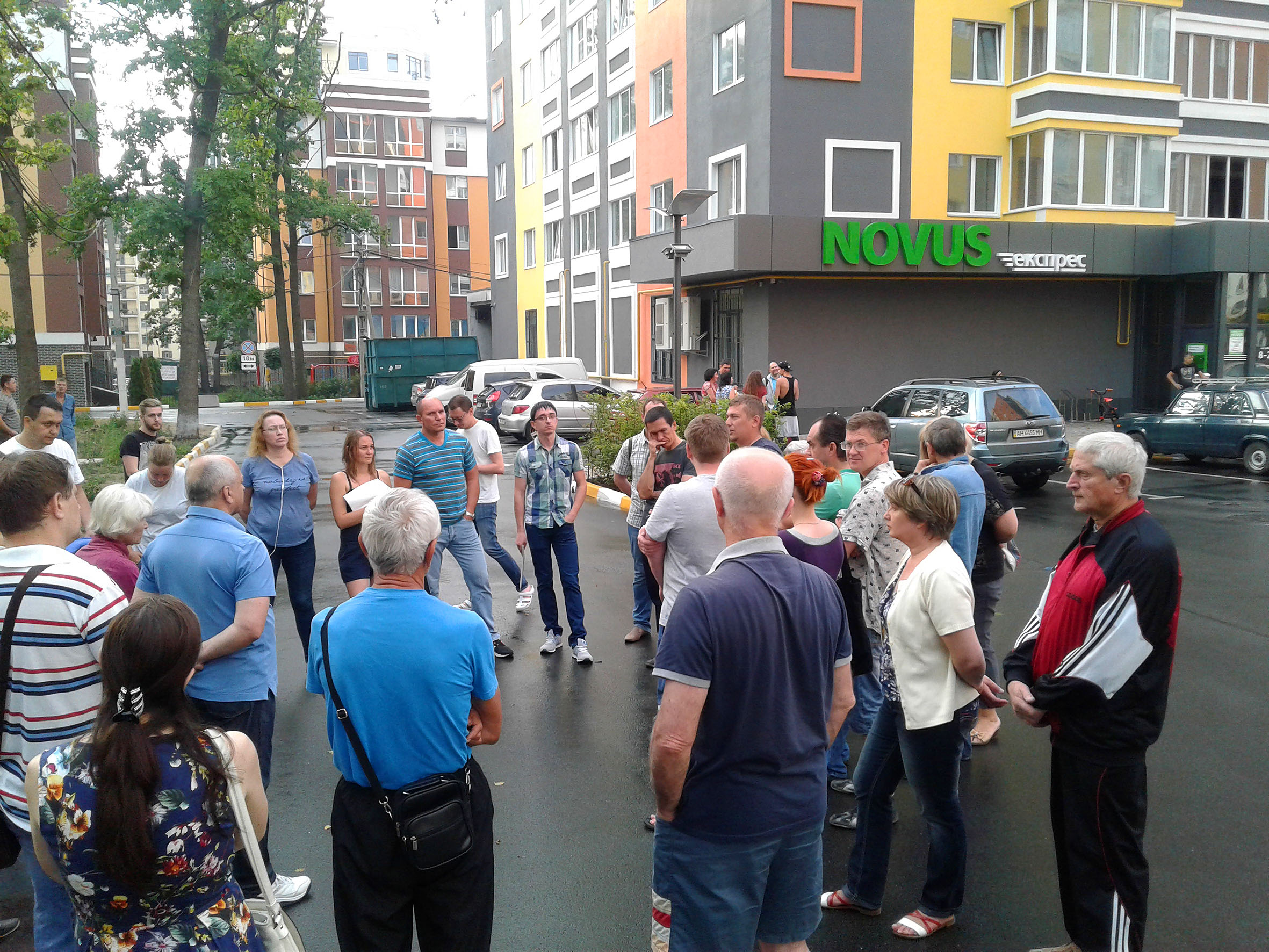
Ініціативна група, яка бореться з незаконною забудовою у сквері на вул. Мечникова (колишньої Санаторної)
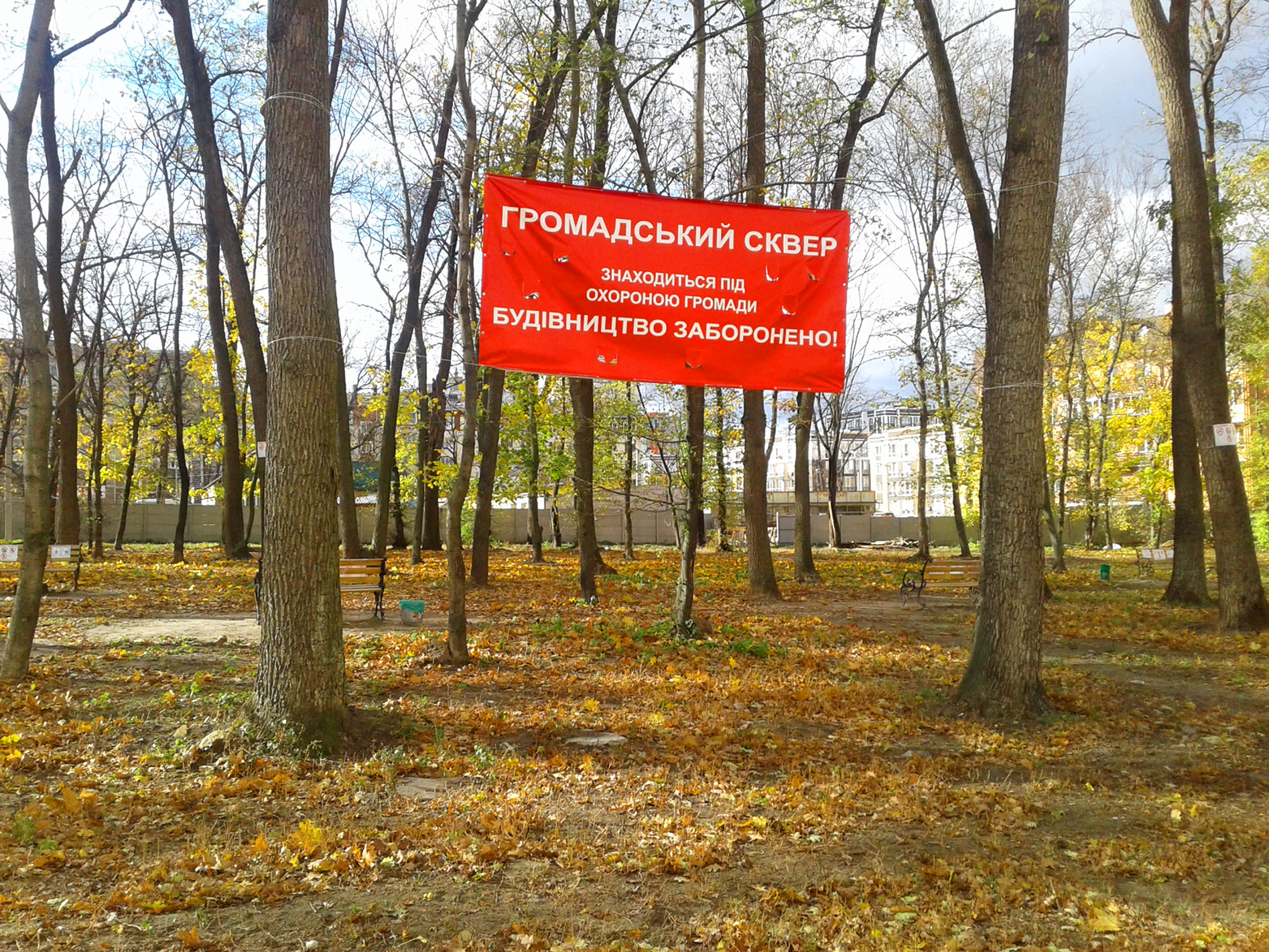
За збереження скверу
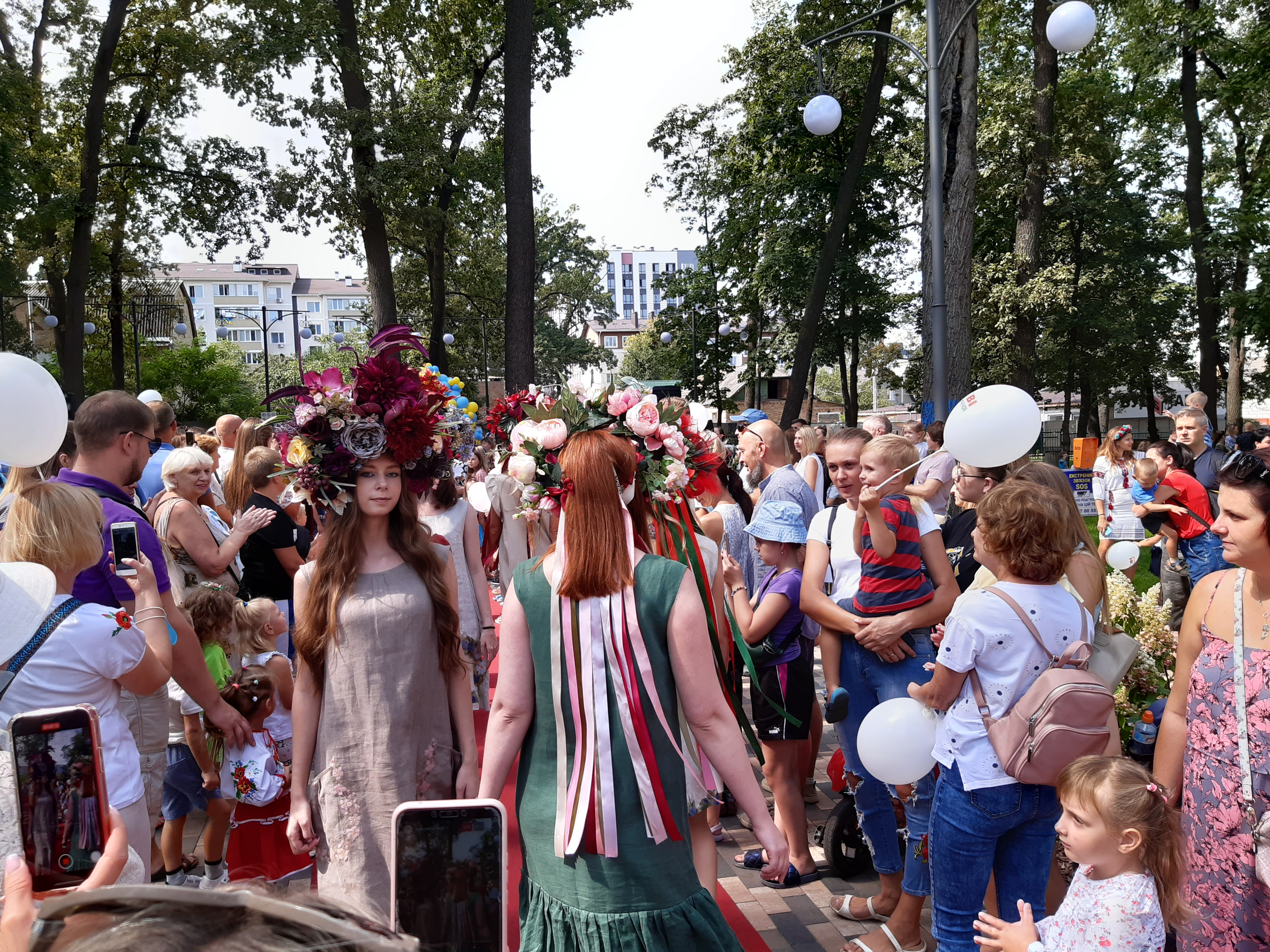
Громадськість домоглася відкриття скверу Мами (24.08.2021)

## Установи та заклади
- Завод «Ірпіньторфмаш»
- Державний податковий університет
- Стадіон УДФСУ

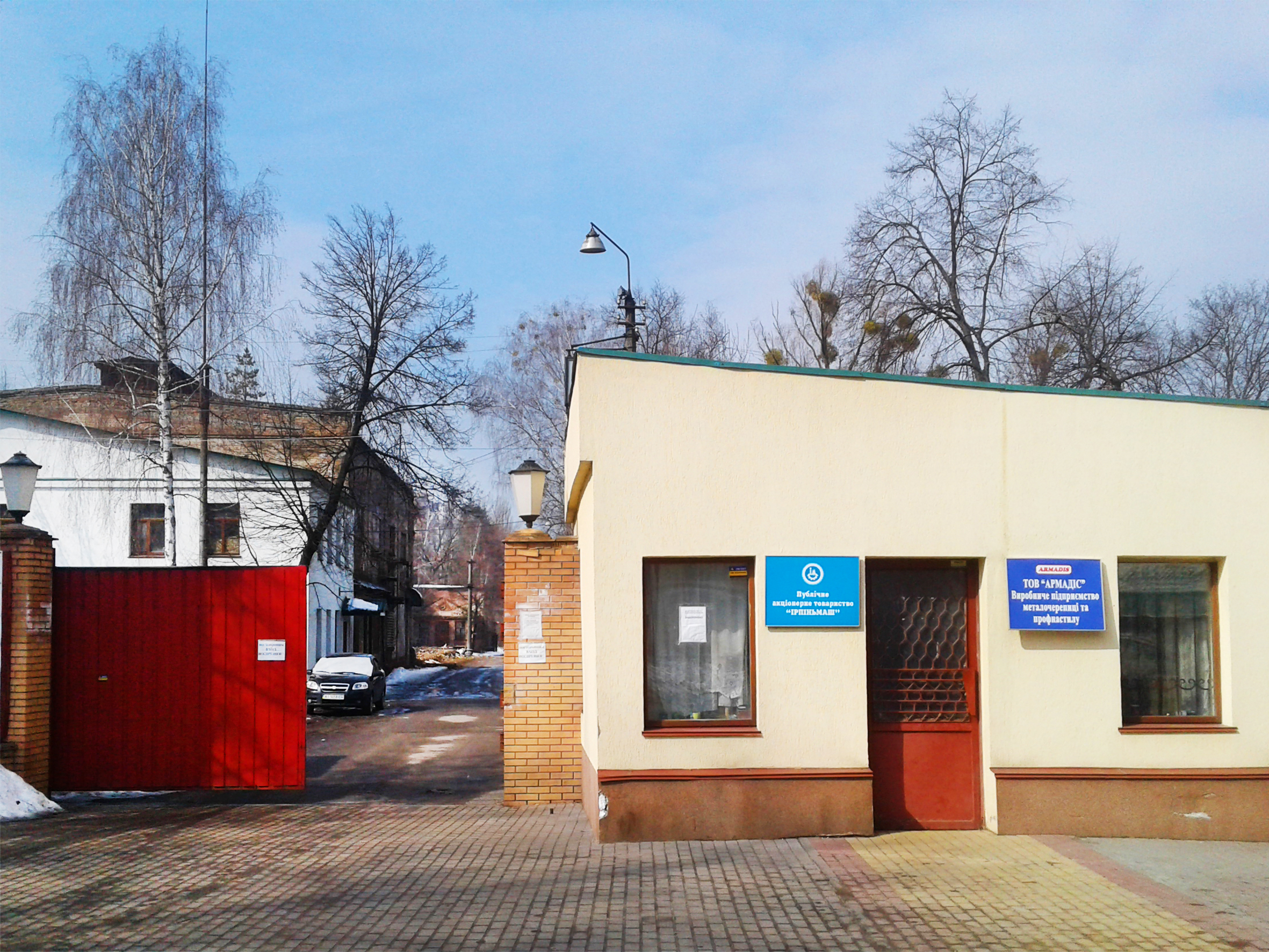
Завод «Ірпіньторфмаш»

- Супермаркети «Новус» (2017-2019)[26], згодом «Фора» на Сингаївського, 2-П, другий магазин «Фора» на Григорія Сковороди, 11, «Білла» (2018-2020)[27], згодом «Траш» на Мечникова, 108, «АТБ» на Сингаївського, 2-Т і Григорія Сковороди, 13.
- Дитсадочок «Колібрі»
- ПАТ «Київське спеціалізоване ремонтно-будівельне товариство»
- Дитячий санаторій «Ясний»
- Дитячий санаторно-оздоровчий центр «Дружний» (київського заводу «Радар»)
- Миколаївський храм Православної церкви України
- Протестантська церква

|                      |                     |                          |
| Дитсадочок «Колібрі» | Супермаркет «Білла» | Миколаївський храм (ПЦУ) |

## Житлові комплекси

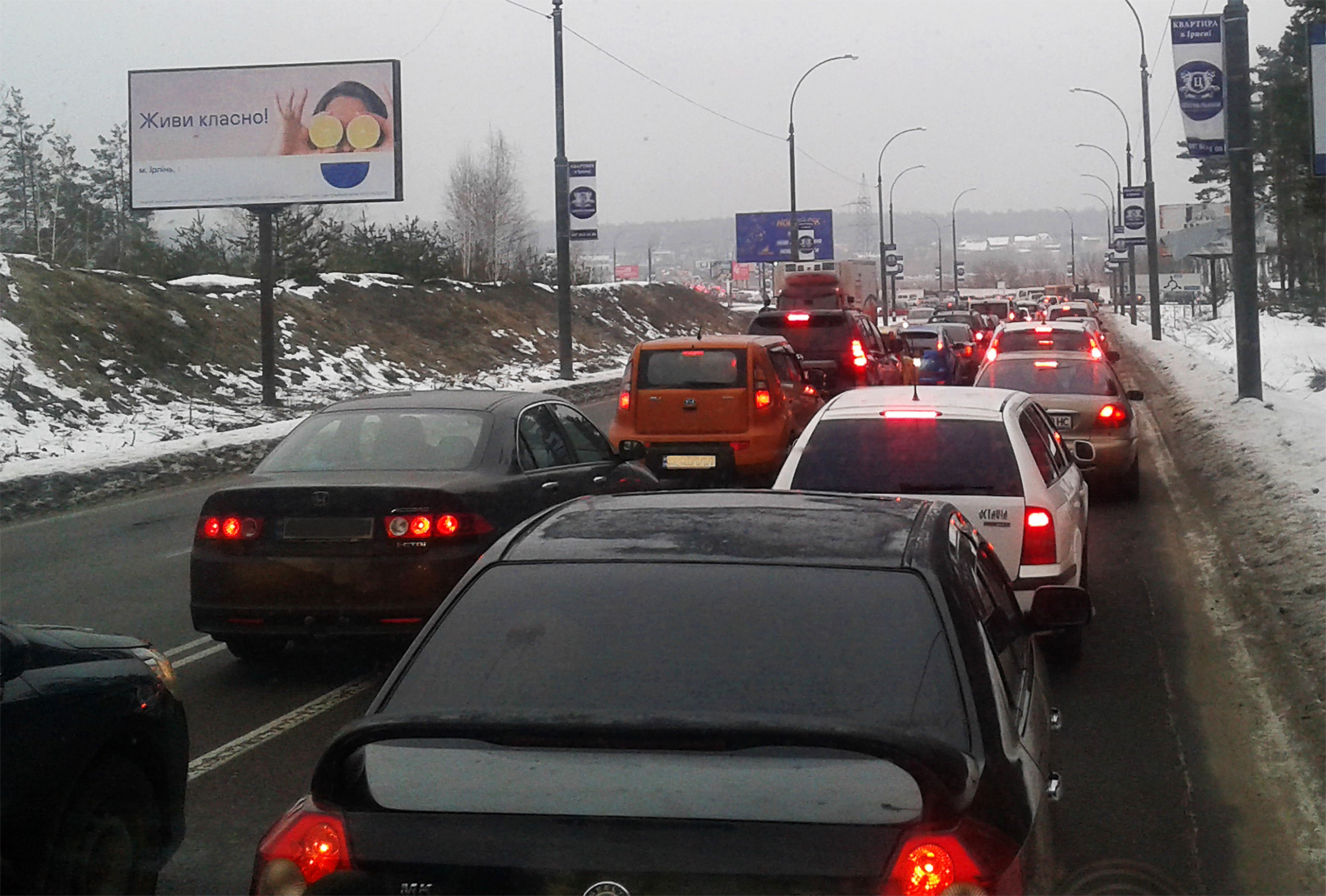
Щільність заселення в Ірпені перевищує нормативи Києва

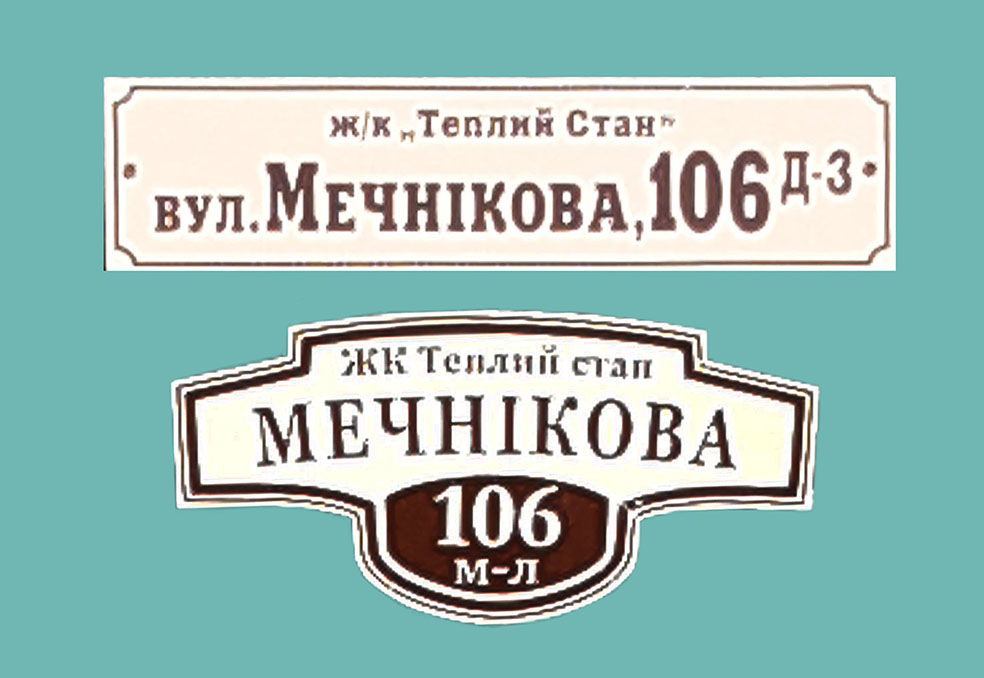
Заплутана нумерація будинків

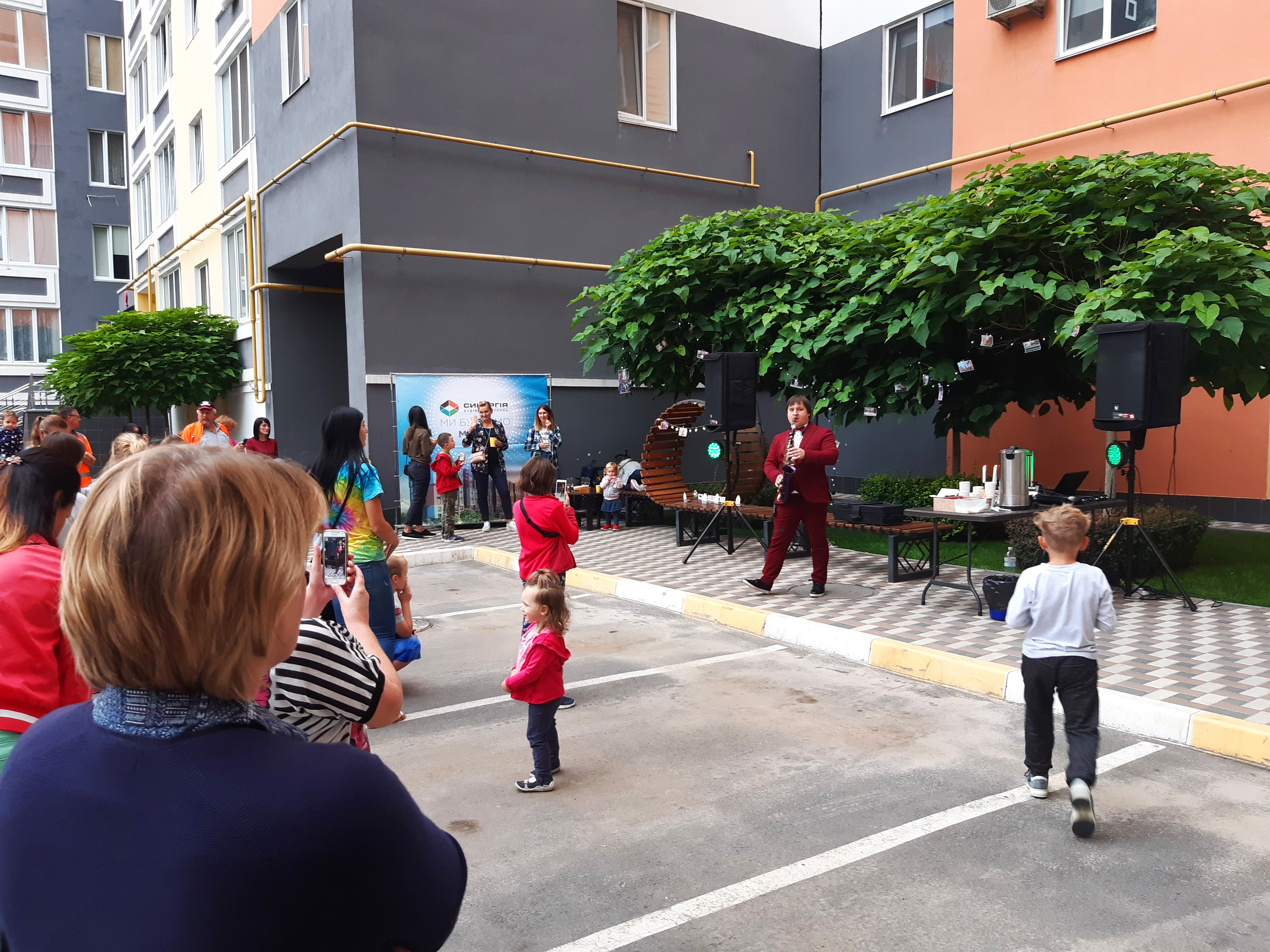
Концерт у подвір'ї ЖК «Синергія-2»

Новобудови зводилися в районі Чорного Гаю. Будівництво супроводжувалося вирубкою діброви. Активісти назвали ситуацію вкрай критичною. На території Пилипового Потоку з 30 га озеленених територій залишилося лише 2 га.
Частина житлових комплексів стоїть у колишній заболоченій місцевості. По майбутній території ЖК «Академквартал», «Синергія-2» і «Rich Town» протікав струмок, який, щоправда, сховали в колектор.
Мешканці мікрорайону потерпають від надвисокої щільності забудов і нестачі об'єктів інфраструктури. Найбільші проблеми стосуються забезпечення житлових комплексів електроенергією, газом та якісною водою. Немає достатньої кількості паркомісць. У мікрорайоні, в який може вселитися близько 12 тисяч осіб, немає школи. Дитячий садочок розрахований всього на 300 дітей.
У 2010-ті роки масштабною проблемою Ірпеня стала незаконна забудова міста. У більшості випадків будівництвом займались не будівельні компанії, а окремі особи навіть без оформлення ФОП. В ухвалі Печерського суду № 82849323 від 25 червня 2019 року, зазначалось, що такі особи виступали замовниками будівництва об'єктів нерухомого майна, залучали підрядні організації, після введення багатоповерхових житлових будинків в експлуатацію здійснювали внесення записів до Державного реєстру речових прав на нерухоме майно із використанням послуг державних реєстраторів та приватних нотаріусів і набували їх у власність.
За таких обставин, в Ірпені були створені та налагоджені безперешкодні умови для здійснення підприємницької діяльності в сфері будівництва багатоповерхових житлових будинків без реєстрації в податкових органах як суб'єктів господарювання. На думку ДБР та ГПУ, це стало можливим «внаслідок злочинних домовленостей із працівниками правоохоронних органів та інших органів державної влади та органів місцевого самоврядування, які у свою чергу вживали заходів, спрямованих на укриття та лобіювання інтересів підприємців в обмін на отримання неправомірної вигоди для себе».
Окрім лісових ділянок будівництво також велось у районі приватної забудови. На одній ділянці, яка мала певну адресу, зводили кілька багатоповерхівок. Це призводило до дуже заплутаної нумерації будинків. Наприклад, перший під'їзд ЖК «Синергії-2» має адресу Мечникова, 118, другий — 118-А, третій — 112-Б, а четвертий — 112-А. На тій же вулиці є вже будинки з номерами 106-Д-З, 106-М-Л. Поміж них стоять багатоповерхівки з «пропискою» на іншій вулиці, наприклад, будинки «Синергії-2» на вулиці Миколи Сингаївського, 2-П, 2-Р і 2-Т.
Ще однією проблемою для району виявилось погіршення екологічної ситуації. Власне, на старих генпланах, частина території Потоку відносилась до промислової зони. У серпні 2019 року мешканці почали скаржитися на задимленість району. Поруч відкрилось підприємство з переробки шин без дозвільних документів. До того ж, через аварію стався викид забруднених речовин у повітря. Мешканці змушені були вийти на пікет з вимогою закрити підприємство, яке веде свою діяльність із грубим порушенням екологічних і санітарних норм.
| Назва                                       | Адреса                                                                          | Інформація | Зображення                  |
| ------------------------------------------- | ------------------------------------------------------------------------------- | --- | --------------------------- |
| Житловий масив «Машторф»                    | вулиця Садова, 61, 61-А, 61-В, 63, 65, 65-А, 65-Б                               | Масив забудований дво-, п'яти- і дев'ятиповерховими будинками 1960-х —1970-х років | «Машторф», Садова, 65, 65-А |
| ЖК «Grand Life»                             | вулиця Сковороди, 1, 3, 5, 7                                                    | Забудовник «Укрсоцбуд» 2007 року уклав з Національним аграрним університетом договір про суборенду до грудня 2030 року земельної ділянки в 5 гектарів під забудову житлового комплексу. Плата за суборенду становила близько трьохсот тисяч гривень на рік до міського бюджету. 2007 року на ділянці, вільній від лісу, розпочалося будівництво. 2011 року забудовник успішно запустив першу секцію на 170 тис. кв. м. Після введення в дію чотирьох будинків планувалося побудувати ще три секції житлового комплексу, дитячий садок і прокласти нові комунікації. Однак 2015 року Ірпінська міська рада та Управління Держгеокадастру у місті Ірпінь передали 5 га землі в оренду будівельній групі «Синергія». Протягом 2016—2017 років компанія «Укрсоцбуд» оскаржували це, на їхню думку, неправомірне рішення. |                             |
| Будинки клубного типу (у народі — «Вулики») | вулиця Мечникова, 68 (корпуси 1-Б)                                              | Комплекс забудований шістьма чотириповерховими малоквартирними житловими будинками 2011 року |                             |
| ЖК «Джерело»                                | вулиця Академіка Ромоданова, 50/52, 50-А, 52-А, 54, 54-А, 5-Б, 56-А             | Забудовник «Будсфера» розпочав діяльність із 2011 року. Сім будинків ЖК «Джерело» ввели в експлуатацію в 2014—2016 роках. |                             |
| ЖК «Синергія»                               | вулиця Мечникова, 101-Б                                                         | 2011 року заснована будівельна група «Синергія», яка 2014 року звела житловий комплекс «Синергія-1». Одразу розпочалося будівництво понад 20 будинків «Синергії-2» і «Синергії-3» (з 2016). Будівництво ЖК велося впритул до 600-річного дуба «Прадуб», після чого дерево почало хворіти. |                             |
| ЖК «Синергія-2»                             | вулиця Мечникова, 112-А, 112-Б, 118, 118-А, Миколи Сингаївського, 2-П, 2-Р, 2-Т | Будівництво «Синергії-2» велося на заболоченій місцевості. Будинки зведені на одинадцяти приватних земельних (присадибних) ділянках (кадастровий номер однієї з ділянок: 3210900000:01:072:0104 [Архівовано 11 квітня 2021 у Wayback Machine.]; цільове призначення: 02.01, для будівництва й обслуговування житлового будинку, господарських будівель і споруд). Комплекс складається із семи будинків. У 2016—2017 роках введено в експлуатацію. Будинки — цегляні, утеплення — пінополістирол, опалення — індивідуальне в квартирі, висота від підлоги до стелі — 3 м. Керівництво будівельної компанія використовувало комплекс як вітрину своєї діяльності. У подвір'ї ЖК регулярно проводилися концерти і заходи з нагоди різних свят |                             |
| ЖК «Синергія-2+»                            | вулиця Миколи Сингаївського, 2-Е, 2-Ж                                           | 17-поверховий, двосекційний будинок на 406 квартир. Збудований за каркасно-монолітною технологією із заповненням газобетонними блоками й утепленням. Підключений до міських комунікацій, додатково оснащений фільтрами для очищення води. Запланована здача комплексу затрималась майже на два роки. Будинок розташований у промзоні у безпосередній близькості до заводу «Ірпіньторфмаш». Виникли суперечки із сусіднім ЖК «Затишний», територією якого забудовник вирішив прокласти проїзд до комплексу. Найбільшою проблемою виявилось питання газопостачання. За Державними будівельними нормами України 2001 року допускалася газифікація житлових будинків не вище 10 поверхів, за ДБН від 01.07.2019 — не вище третього. В народі ЖК отримав назву «Титанік». 17-поверхова будівля, яка стоїть у колишній заболоченій місцевості, викликала занепокоєння щодо надійності, від чого виникли певні негативні асоціації із сумнозвісним пасажирським судном. |                             |
| ЖК «Синергія-3»                             | вулиця Сковороди, 11                                                            | Під забудову «Синергії-3» міськрада виділила землю, яку вже орендувала компанія «Укрсоцбуд» (ЖК «Grand Life»). 2016 року Київський окружний суд скасував рішення Ірпінської міськради про передачу землі, наклав арешт на ділянку та заморозив будівництво ЖК «Синергія-3». Однак компанія не припинила будівництво, а юридичний відділ міськради подав апеляційну скаргу на судове рішення. 20 квітня 2017 року Вищий адміністративний суд України розтлумачив, що Ірпінська міська рада діяла правомірно, оскільки виступала не як суб'єкт владних повноважень, а як рівноправний учасник договірних відносин. |                             |
| ЖК «Синергія-3+»                            | вулиця Сковороди, 11                                                            | У 2018 році розпочато будівництво восьми 9-ти поверхових будинків. Будівлі збудовані з армованого монолітного бетону, стіни — з газобетонних блоків, фасади утеплені плитами мінеральної вати. 24 серпня 2021 року в цьому ЖК однокімнатну квартиру площею 41 м² отримала українська борчиня, бронзова призерка Олімпійських ігор 2020 в Токіо Ірина Коляденко. Однак спортсменка віддала її своєму тренеру, який теж не мав власного помешкання. Натомість мер Ірпеня Олександр Маркушин заявив, що місто і місцеві підприємці вирішили вручити Коляденко ще одну квартиру і 100 тисяч гривень на ремонт. |                             |
| ЖК «Новооскольський»                        | вулиця Миколи Сингаївського, 1-Д, 1-К, 1-Л                                      | У 2013—2014 роках введено в експлуатацію три будинки |                             |
| ЖК «Фортуна»                                | вулиця Миколи Сингаївського, 1-М-Г, 1-Ж, 1-Е                                    | Комплекс складається із трьох п'ятиповерхових будинків. Будівництво велося у 2013—2014 роках |                             |
| ЖК «Фортуна-2»                              | вулиця Джерельна, 2, 4, 6, 8, 10, 12, 14, Сковороди, 17, 19, 21, 23, 25, 27, 29 | Будівництво десяти десятиповерхових будинків велось у 2014—2019 роках |                             |
| ЖК на Новооскольській                       | вулиця Миколи Сингаївського, 8-Б, 8-В, 8-Г                                      | Перший будинок комплексу (№ 8-Г) зведений 2013 року. Решта закінчена у наступні два роки |                             |
| ЖК «Дубовий Гай»                            | вулиця Миколи Сингаївського, 2-З                                                | Будівництво будинку велося у 2013—2014 роках |                             |
| ЖК на Мечникова, 103                        | вулиця Мечникова, 103                                                           | У третьому кварталі 2014 року забудовник «Акрополь Груп» увів в експлуатацію п'ятиповерховий будинок на 68 квартир |                             |
| ЖК «Ірпінське подвір'я»                     | вулиця Мечникова, 82                                                            | У 2014 році був введений в експлуатацію та заселений п'ятиповерховий будинок на розі вулиць Мечникова й Лєрмонтова |                             |
| ЖК «Столичний квартал»                      | вулиця Миколи Сингаївського, 10-В                                               | Будівництво ЖК розпочалося у грудні 2013 року. Вирубка сторічних дубів викликала протести з боку зелених активістів і мешканців ЖК «Grand Life». Згодом удалося відстояти невелику ділянку Чорного Гаю, на місці якого розпланували сквер. Із запланованого комплексу з великими проблемами вдалося ввести в дію лише два будинки. Водночас забудовник не виконав зобов'язання з будівництва трансформаторної підстанції (ТП). Електроенергія поступала з тимчасової ТП, яка часто не витримувала навантаження. Як наслідок, квартири взимку на кілька днів залишалися без світла й опалення. Плата за електрику завищена. Замість 0,9 грн/квт, мешканці платили 2,5 грн/квт. |                             |
| ЖК «Rich Town»                              | вулиця Західна, 2-12                                                            | З 2014 року ТОВ «Сарафан» розпочало будівництво на ділянці, вільній від лісу. Забудовник вчасно не виконав свої обов'язки. Сім будинків (понад 800 квартир) ввели в експлуатацію без нормального забезпечення газом й електрикою. За станом на 2018 рік у десятиповерхових будинках не працювали ліфти. Оскільки будинки отримують електроенергію від тимчасової трансформаторної підстанції, електромережі не витримують навантаження У березні 2018 року ПрАТ «Київобленерго» на деякий час припинило постачання електроенергії. |                             |
| ЖК «Теплий стан»                            | вулиця Мечникова, 106-Д-З, 106-М-Л                                              | У 2014—2016 роках забудовником «Євробуд Інвест» зведено два дев'ятиповерхових будинки. У розпал російсько-української війни ЖК дали назву московського району Теплий Стан. Походження цього топоніма пов'язане із зимуванням біля Москви в утеплених шатрах татарського війська. У 2017—2018 роках мешканці скаржилися на проблеми з електрикою у ЖК. |                             |
| ЖК «Затишний»                               | вулиця Миколи Сингаївського, 2-З, 2-К, 2-Л                                      | Збудовано і введено в експлуатацію у 2015—2017 роках |                             |
| ЖК «Green Life»                             | вулиця Мечникова, 104-А, 106, 106-Г                                             | Спочатку планувалося зведення одного п'ятиповерхового будинку (Мечникова 106-Г), який завершили у 2014 році. Після викуплення прилеглої ділянки на початку 2015 року розпочалося будівництво комплексу із трьох восьмиповерхових будинків. У лютому 2017 року введена в дію трансформаторна підстанція. У перші роки існування не було нормального забезпечення газом й електрикою. За станом на 2019 рік у будинках не працювали ліфти. Плата за електрику завищена. Замість 0,9 грн/квт мешканці платили 2,7 грн/квт. Через проблеми з гідроізоляцією постійно підтоплювало підвали. |                             |
| ЖК «Комфорт хаус»                           | вулиця Мечникова, 109-Б, Академіка Ромоданова, 50-Б, Миколи Сингаївського, 1-А  | Уведено в експлуатацію у 2015—2017 роках. |                             |
| ЖК «Позитив»                                | вулиця Мечникова, 108-В, 110-В                                                  | Збудовано і введено в експлуатацію у 2015—2017 роках. Забудовник «Нові метри» |                             |
| ЖК «Прованс»                                | вулиця Миколи Сингаївського, 8-Е, 8-Ж, 8-З, 10                                  | Забудовник «ЄвроСітіБілд» розпочав будівництво ЖК «Прованс» у 2015 і «Прованс-2» у 2016 році. Будівництво другої черги затягнулося на кілька років. У 2018—2019 роках тривав судовий розгляд щодо незаконної забудови земельної ділянки за адресою: вулиця Миколи Сингаївського, 10. Рішення винесли на користь забудовника. |                             |
| ЖК «Академквартал»                          | вулиця Мечникова, 112, 114, 116, Миколи Сингаївського, 2-Ц                      | Забудовник «Archi-BV-bud». Перша назва: «Лісова фортеця». Першу чергу планувалося здати у березні 2013 році. Однак роботи затягнулися майже на рік. Другу чергу введено в експлуатацію у 2015 році. Будівництво «Академквартал-2» велось у 2016—2017 роках. 2017 року розпочалося зведення ЖК «Академквартал-3» на місці Чорного Гаю. Місцеві активісти намагалися блокувати будівництво, щоб облаштувати тут сквер. |                             |
| ЖК «Novosell»                               | вулиця Миколи Сингаївського, 6-А                                                | Будівництво велось з 2016 року. У липні 2017 року буревій пошкодив фасад будинку |                             |
| ЖК «Ваш Добробут»                           | вулиця Мечникова, 109-А                                                         | Будівництво велось з 2016 року. Одинадцятиповерховий трисекційний будинок навпроти ЖК «Green Life». Обидва комплекси зводили двоюрідні брати, з 2017 року — генпідрядник «VV Build Group», ліцензія якого була тимчасово скасована у 2018 році. За станом на 2019 року об'єкт ще не був зданий. Будівництво ЖК «Ваш Добробут» і «Синергії-1» велося впритул до 600-річного дуба «Прадуб», що викликало небезпідставне занепокоєння у екологів за стан природної пам'ятки. |                             |
| ЖК «Будинок на Новооскольській»             | вулиця Миколи Сингаївського, 1-А                                                | П'ятиповерховий будинок на 40 квартир ввели в експлуатацію в 2017 році |                             |
| ЖК «Green Yard»                             | вулиця Білокур, 1-10                                                            | Десять п'ятиповерхових будинки економ-класу. Уведено в експлуатацію у 2017—2019. Нарікання у інвесторів викликало брак інфраструктури. Існували проблеми з газо- та електропостачанням. У 2018 році активісти забили на сполох, оскільки щільність заселення в цій місцевості перевищує навіть нормативи Києва. На громадських слуханнях мешканців Пилипового Потоку пропонувалося накласти мораторій на введення в експлуатацію всіх 10 будинків ЖК «Грін ярд» на три роки. Наприкінці 2023 року за фінансової підтримки Фонду ліквідації наслідків збройної агресії розпочався капітальний ремонт будинків, постраждалих під час окупації. |                             |
| ЖК «Бургундія»                              | вулиця Миколи Сингаївського, 2-Б                                                | Комплекс складається із трьох цегляних, п'ятиповерхових будинків на 290 квартир. Будівництво розпочато на приватній земельній ділянці (кадастровий номер: 3210900000:01:072:0034 ; цільове призначення: 02.03, для будівництва і обслуговування багатоквартирного житлового будинку) в березні 2021 року. Замовник ТОВ «Відважних» |                             |
| ЖК «Нові Метри Park»                        | вулиця Миколи Сингаївського, 6-Б, 6-Г                                           | Будинки цегляні, десятиповерхові, з індивідуальним опаленням. Будівництво першої черги розпочалось у жовтні 2018 року на десяти приватних земельних ділянках (кадастровий номер: 3210900000:01:089:0263 та інші; цільове призначення: 02.10, для будівництва й обслуговування багатоквартирного житлового будинку з об'єктами торгово-розважальної та ринкової інфраструктури) Перший будинок увели в експлуатацію наприкінці 2020 року. Активні будівельні роботи другої черги розпочались у жовтні 2019 року. Станом на квітень 2021 року у другому будинку немає газу й електрики. |                             |

## Потік під час російської окупації

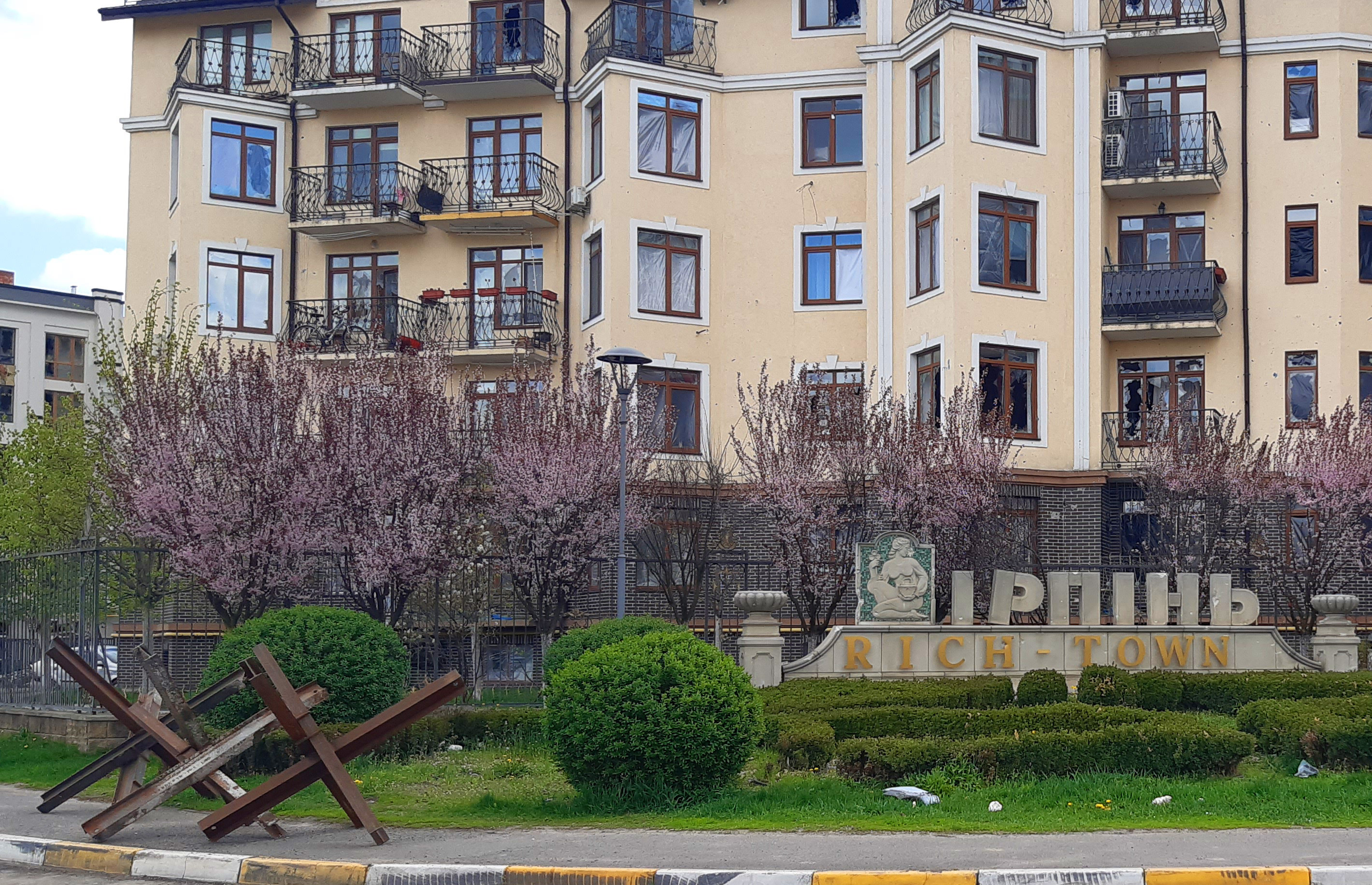
Протитанкові їжаки, ЖК «Rich Town»

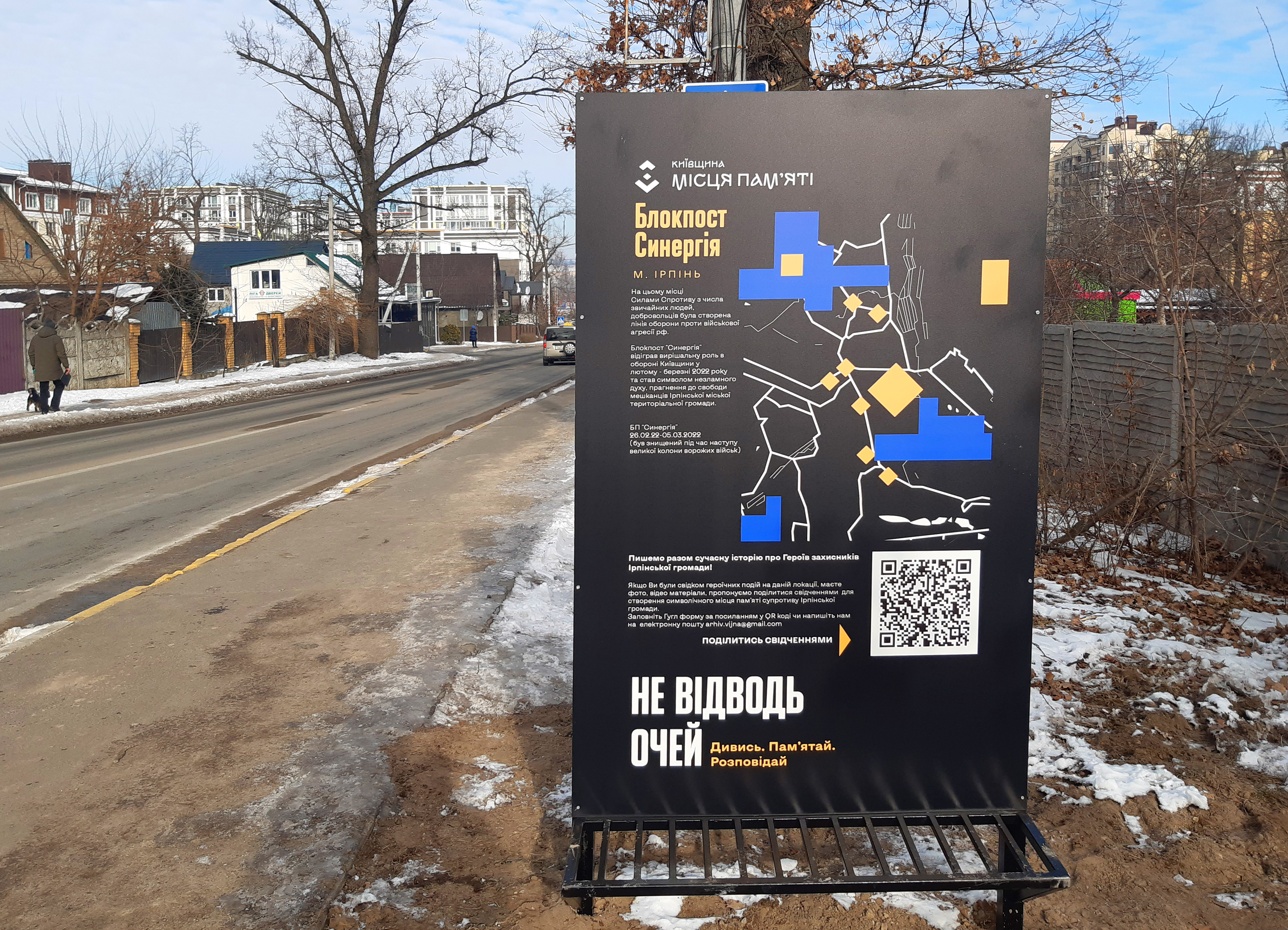
Джерельна вулиця, місце, де до 5.03.2022 року стояв блокпост «Синергія»

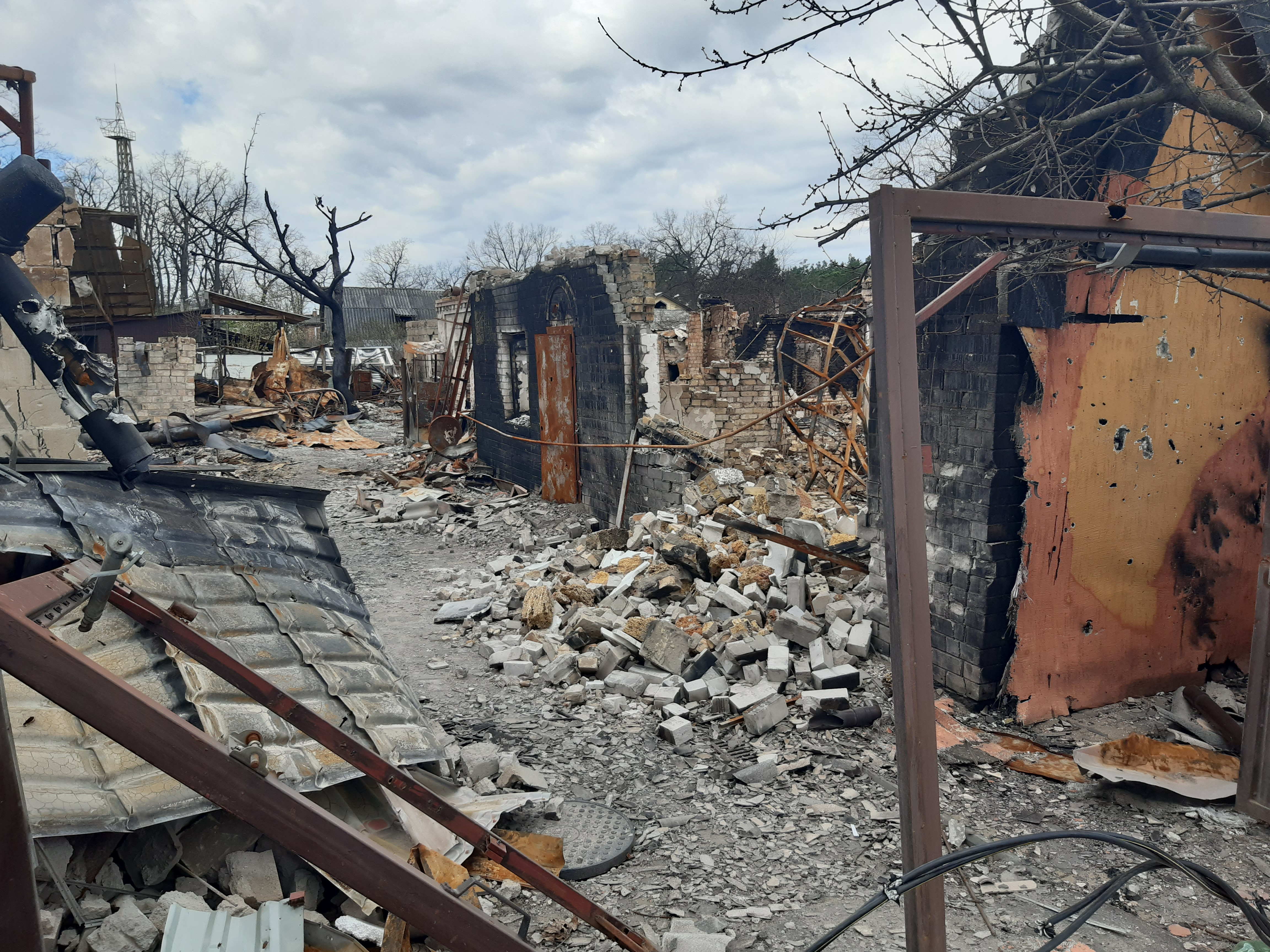
Руїни на Степанівській вулиці

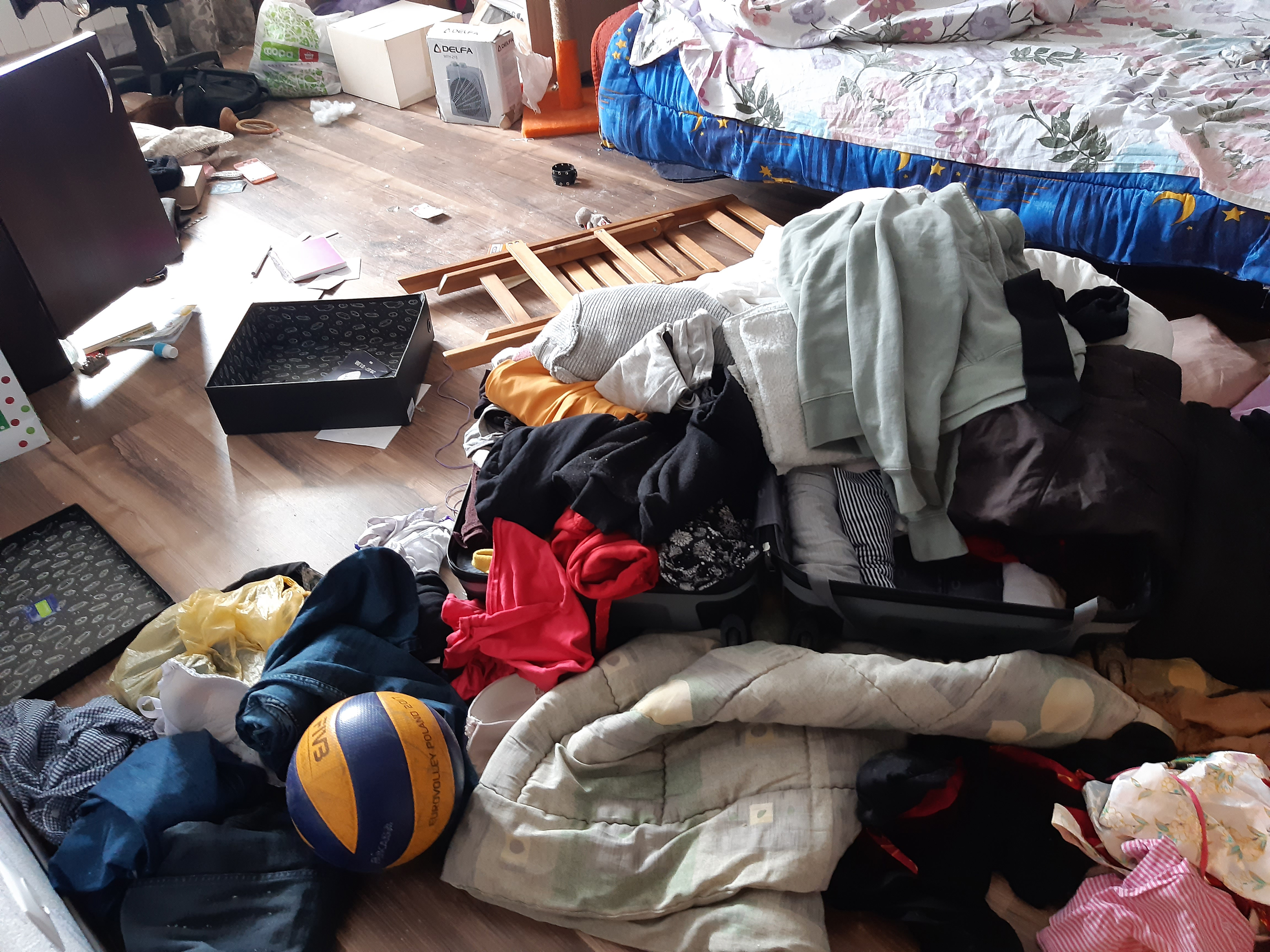
Кімната, в якій місяць жили росіяни: купа сміття, викрадені або потрощені речі, награбоване з різних квартир майно, гранати в речах або посуді, брудні туалети і ванни

27 лютого 2022 року під час російського вторгнення в Україну розпочалися бої за Ірпінь. Місто обстрілювали з боку Бучі. Населення переховувалося в льохах будинків. 3 березня снаряди влучили у будинки ЖК «Позитив» і «Green Life». 5 березня росіяни накрили район мінометним вогнем, після чого зайшла колона броньованої техніки і піхота. За даними розвідки, в Ірпені, Бучі й Гостомелі перебувало одинадцять підрозділів Збройних сил Російської Федерації та Національної гвардії Росії, зокрема
141-й спеціальний моторизований полк імені Кадирова «Сєвєр», 31-ша окрема десантно-штурмова бригада і 234-й гвардійський десантно-штурмовий полк, який брав участь в окупації Криму.
26 лютого 2022 року на перехресті вулиць Джерельна і Сингаївського облаштували блокпост «Синергія», який відіграв значну роль в обороні Ірпеня у лютому-березні. Був знищений 5 березня під час наступу великої колони російських військ. 22 лютого 2025 року, з нагоди третьої річниці повномасштабного вторгнення, на цьому місці встановили інформаційний стенд із повідомленням про захисників Ірпінської громади.
5 березня на перехресті вулиць Джерельна і Сковороди окупанти вбили Марину Меть (1980 року народження) і її сина Івана (2009 року народження), які намагалися втекти від обстрілу. Наступного дня їх поховали неподалік скверу «Мама».
Ще більше людей загинуло у приватному секторі, що на південь від Потоку. 5 березня на перехресті вулиць Давидчука й Лисенка окупанти розстріляли цивільних чоловіка і жінку, а також двох тероборонівців і волонтерів Дмитра Українця й Сергія Малюка.
Після визволення у цій частині міста виявили 70 тіл місцевих. Половину розстріляли, інші загинули від мін й артобстрілів. Росіяни практикували позасудові страти. Близько 20 березня вони вбили у власному подвір'ї на Давидчука, 8-А колишню директорку дитсадка «Віночок» 75-річну Ларису Осипову та її чоловіка Вадима, які вибігли з хати, щоб допомогти пораненому сусідові. 25 березня, за день до визволення Ірпеня, на території ЖК «Академквартал» (вул. Мечникова, 112/114) російські військові розстріляли мирного мешканця Євгена Карлова. Окупанти запідозрили його у диверсійній діяльності лише на тій підставі, що під час обшуку у нього виявили медичний джгут. У цілому в Ірпені загарбники вбили щонайменше 290 мирних мешканців.
5 березня постраждали ЖК «Синергія-2», «Rich Town» і сусідні комплекси. Кілька разів обстрілювали ЖК «Синергія-2+», в якому до вторгнення мешкало близько 1500 осіб. З понад 400 квартир дві квартири вигоріли, до 20 повністю зруйновані і ще 100 пошкоджені. У решти вибиті шибки. Протягом березня зазнали значних пошкоджень будинки на Машторфі, нові житлові комплекси «Академквартал», «Grand Life», «Джерело», «Затишний», «Новооскольський», «Столичний квартал», будинки на Мечникова, 68 (у народі — «Вулики»), «Фортуна» та інші. У три будинки ЖК «Бургундія» зафіксовано близько 50 влучань. Російські військові практично у всіх ЖК зламували й обкрадали квартири. У них же окупанти мешкали, залишивши після себе суцільний безлад. Усі магазини, зокрема і мереж «АТБ», «Фора», «Траш», були розграбовані росіянами. 
1 березня крамниці й аптеки вже не працювали. 4 березня відключили світло, 5 березня — воду. Тоді ж почалися проблеми з мобільним зв'язком. 8 березня внаслідок пошкодження припинилося постачання газу. У подвір'ях облаштували польові кухні.
Потоцьких мешканців, які не евакуювалися, росіяни постійно обшукували, а їхні телефони трощили. Водночас загарбники намагалися виправдати окупацію і проводили з місцевими «політінформацію», пояснюючи, що метою «спецоперації» була спроба повернути до влади в Україні «незаконно скинутого президента» Віктора Януковича.
Близько 30 цивільних осіб,  переважно жінок, росіяни загнали у підвал на вулиці Давидчука і протягом кількох днів не випускали навіть у туалет.
26 березня о 7 ранку загарбники сквапливо відвели свої підрозділи із кварталів і втекли з міста.
Після визволення сапери почали розмінування району. Тіла загиблих були ексгумовані і поховані на цвинтарі. Знищену техніку прибрали з вулиць. У подвір'ях тимчасово поставили біотуалети. Міська влада організувала відновлення інфраструктури. З'явився стабільний мобільний зв'язок. 15 квітня дали світло, 28 квітня — воду, а 2-4 травня — газ. Запрацювали продуктові магазини. 25 квітня з Києва до Ірпеня відновили рух маршрутки № 379. 
А від 23 червня тричі на день почала курсувати міська маршрутка № 7-А.
15 травня 2022 року громада Миколаївського храму, розташованого на території зруйнованого росіянами податкового університету, вийшла з юрисдикції Московського патріархату і приєдналася до Православної Церкви України.
Упродовж квітня-травня частина ірпінців повернулася з евакуації. Одразу почали подавати документи про пошкоджене майно в міськраду, поліцію, через сервіс «Дія», а також готувати позови до суду проти росіян щодо відшкодування завданої шкоди. Водночас багато мешканців, зокрема і переселенців із Донбасу і Криму, які вже втрачали своє майно 2014 року, самостійно розпочали ремонтні роботи, не чекаючи на імовірну компенсацію.

### Наслідки російського вторгнення

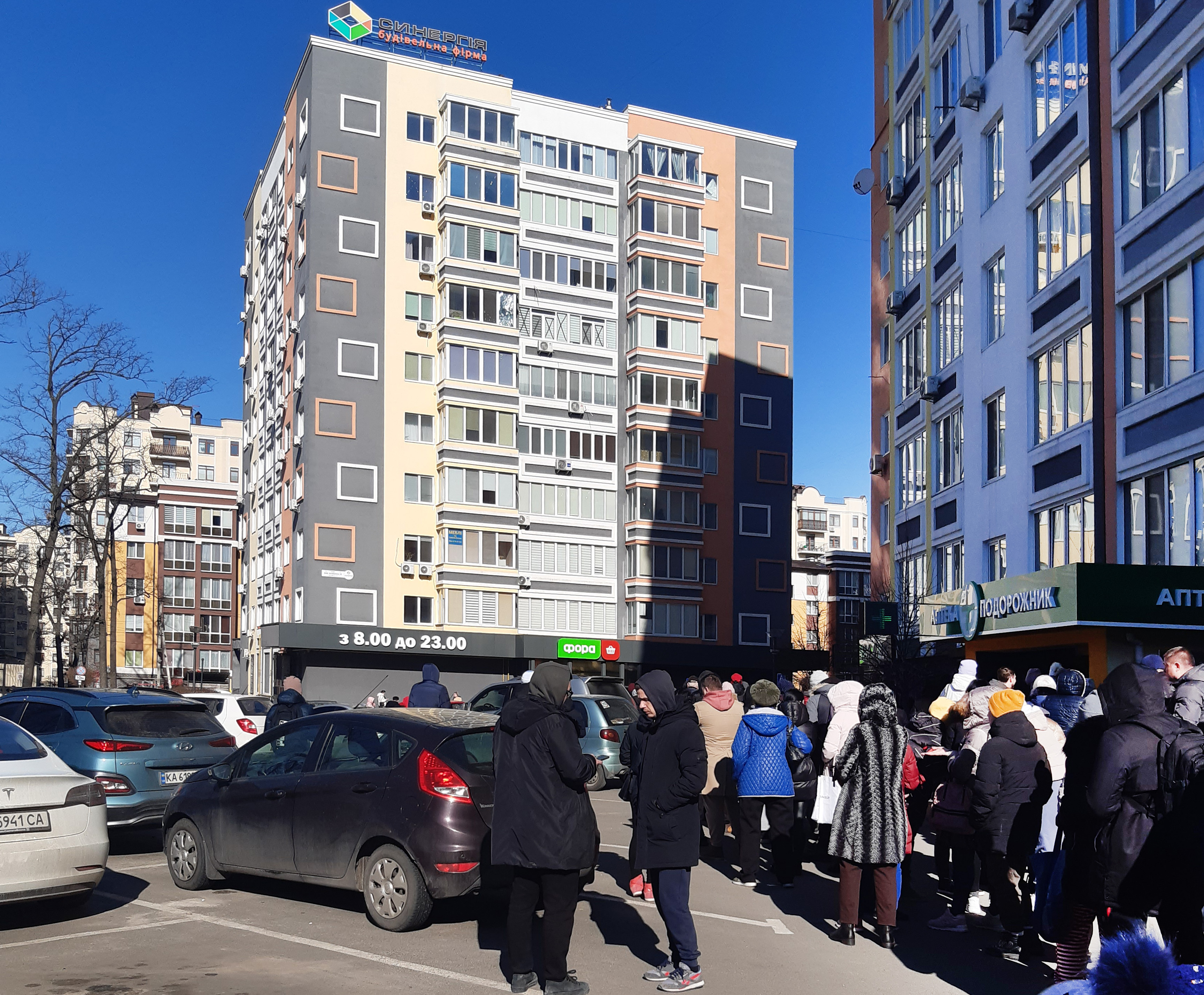
Черга у продуктовий магазин, 28 лютого
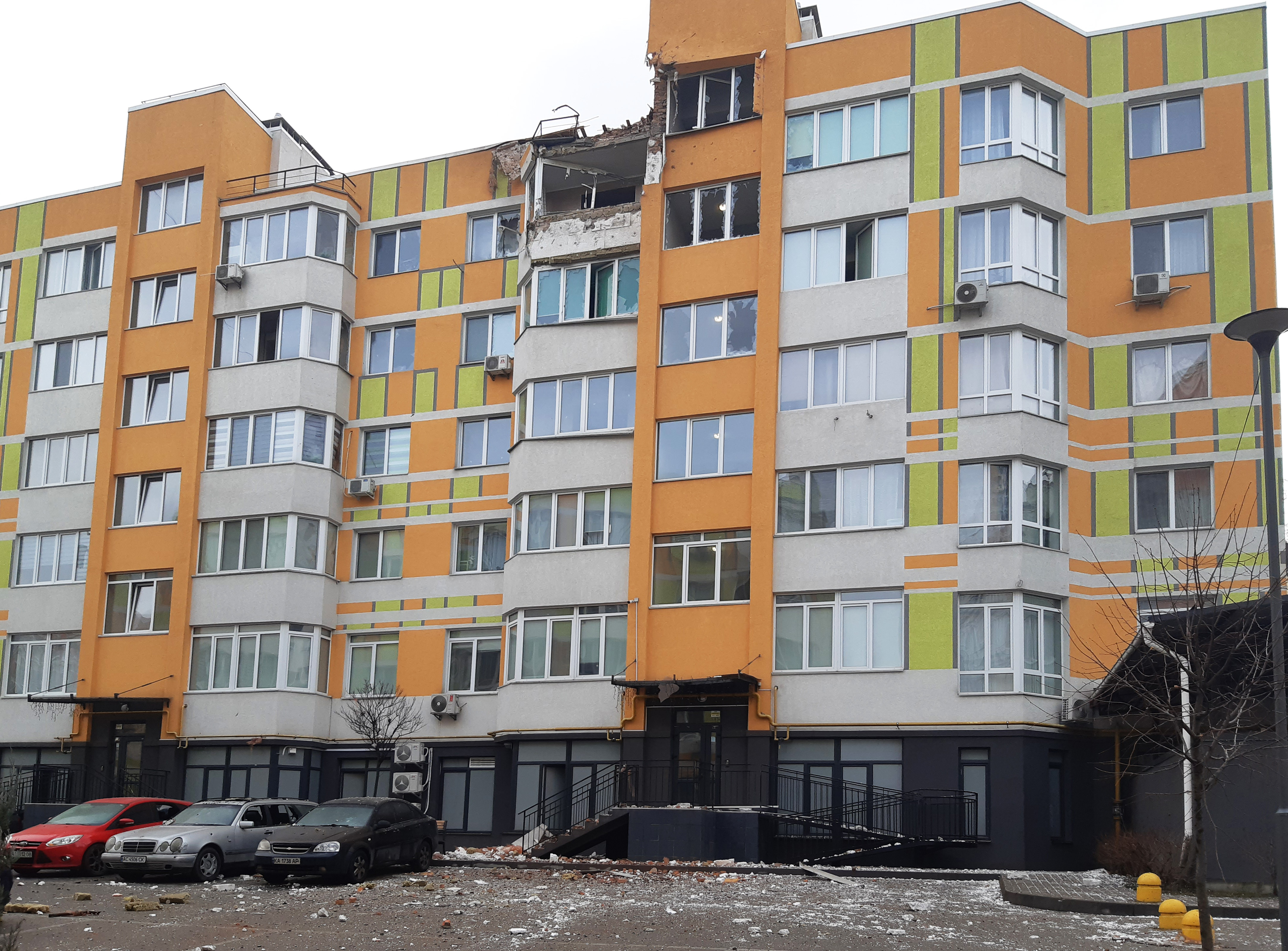
ЖК «Позитив» після атаки на Ірпінь, 3 березня
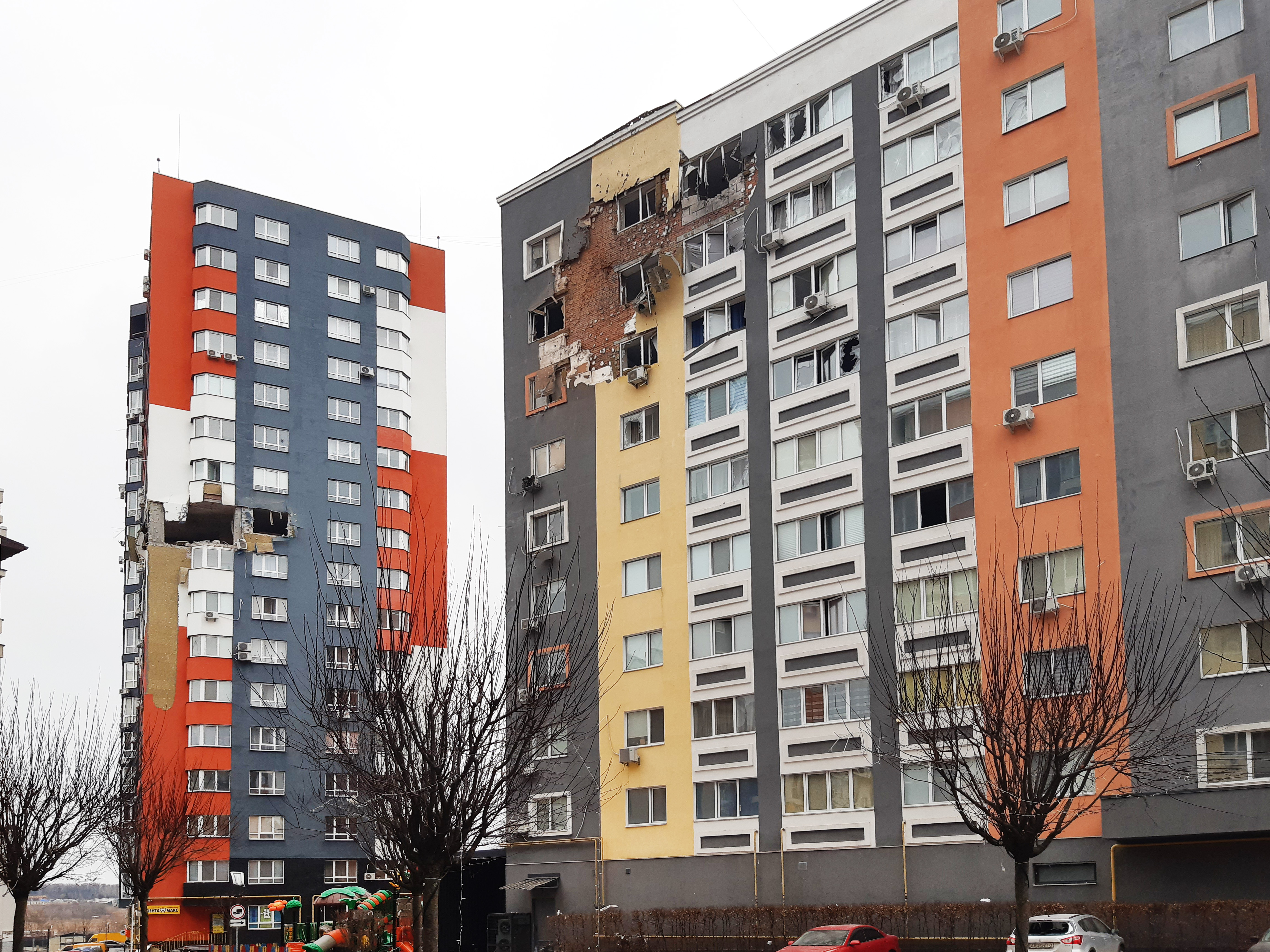
ЖК «Синергія-2» (справа) і «Синергія-2+» після обстрілу 5 березня
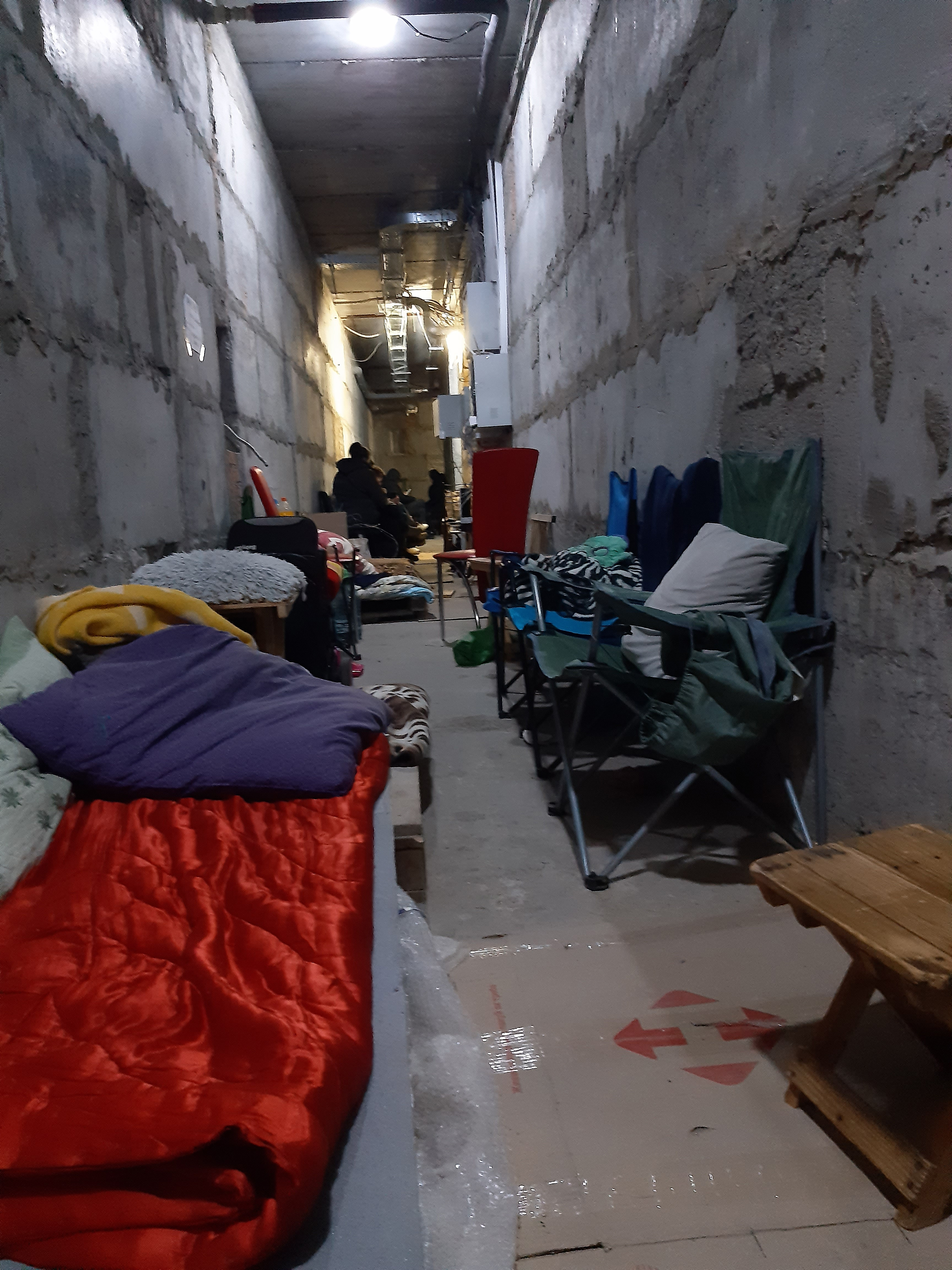
Укриття в Ірпені, 3 березня
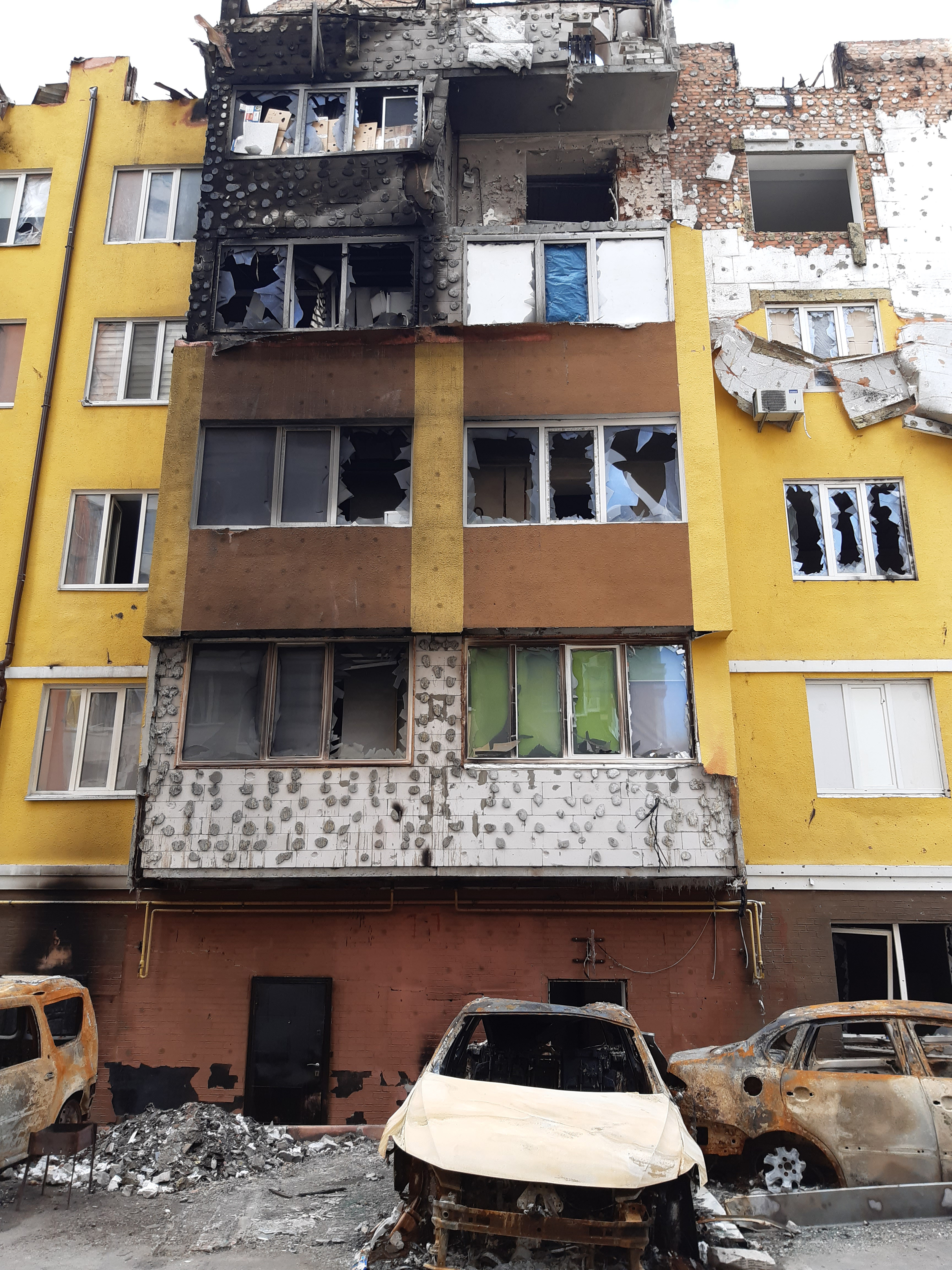
ЖК «Академквартал»
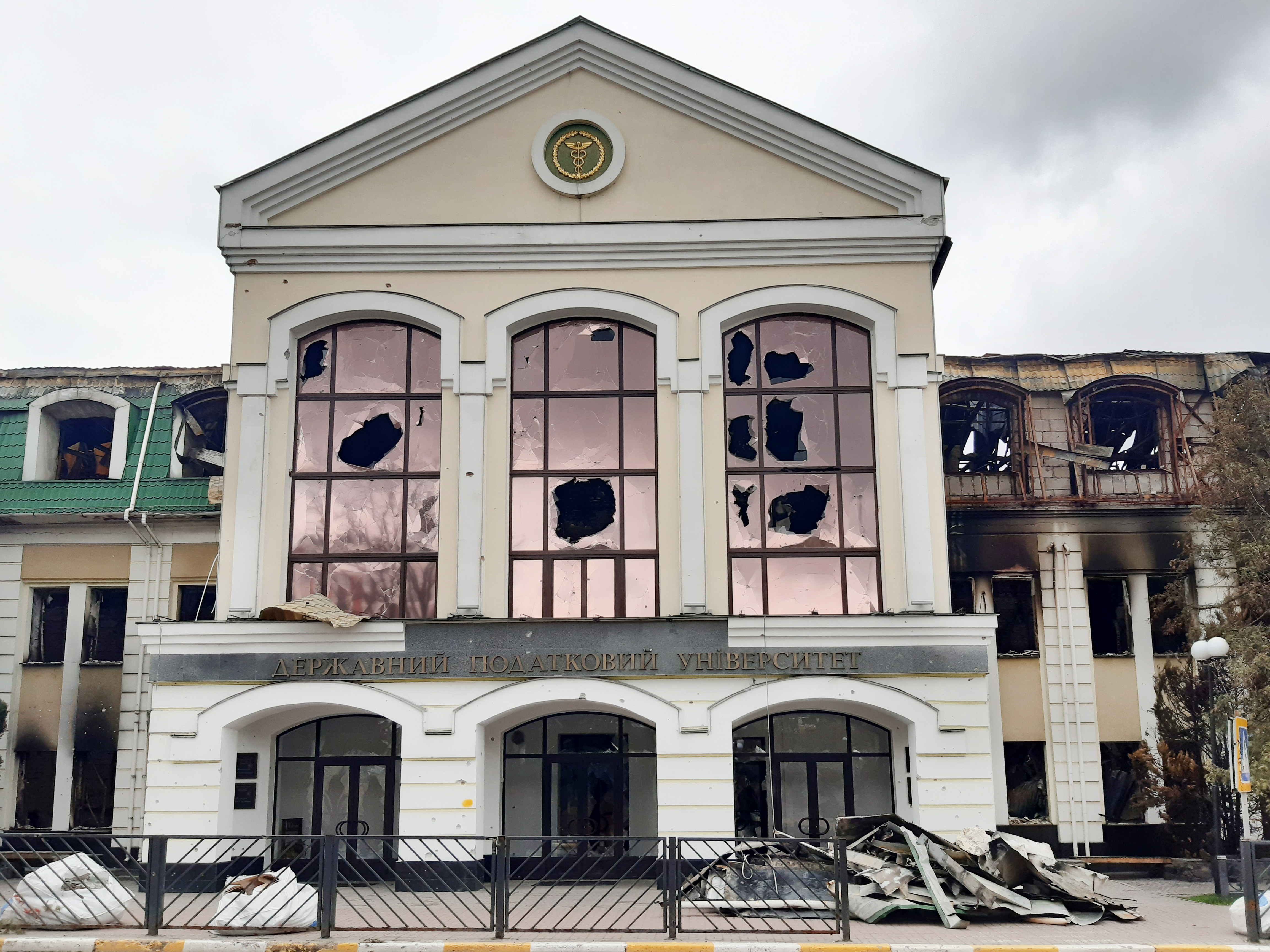
Обстріляна будівля Державного податкового університету
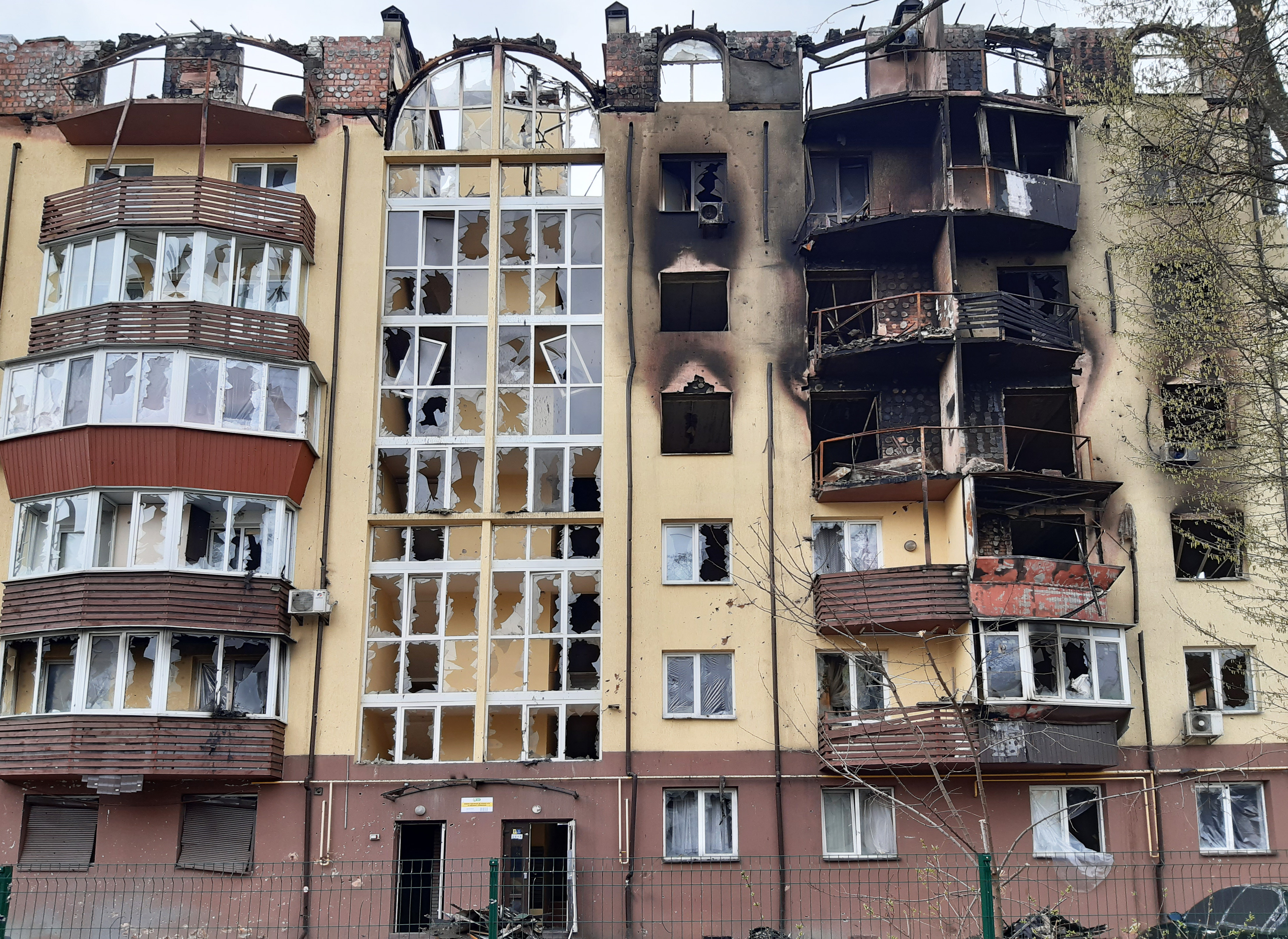
ЖК «Новооскольський»
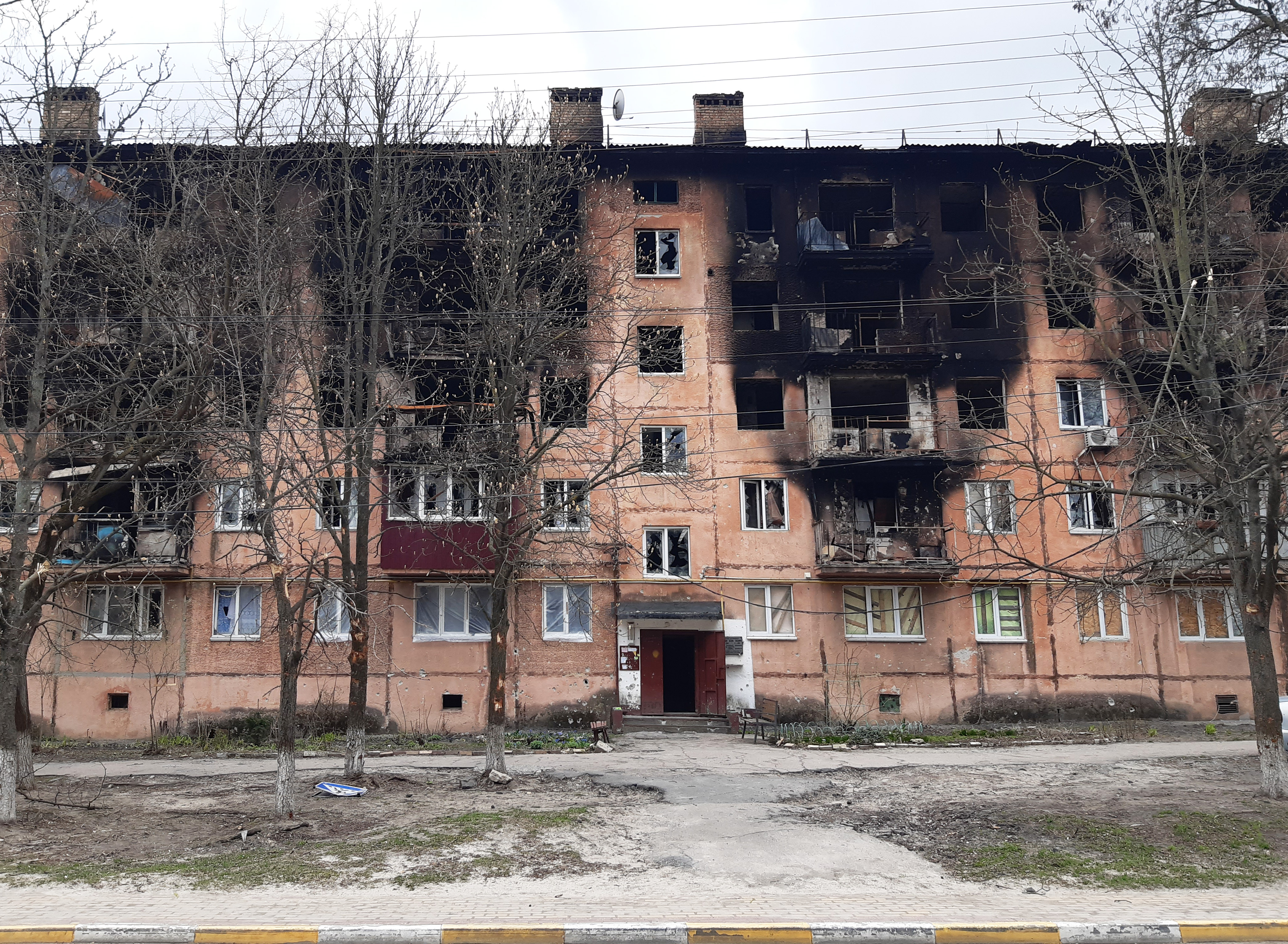
Машторф
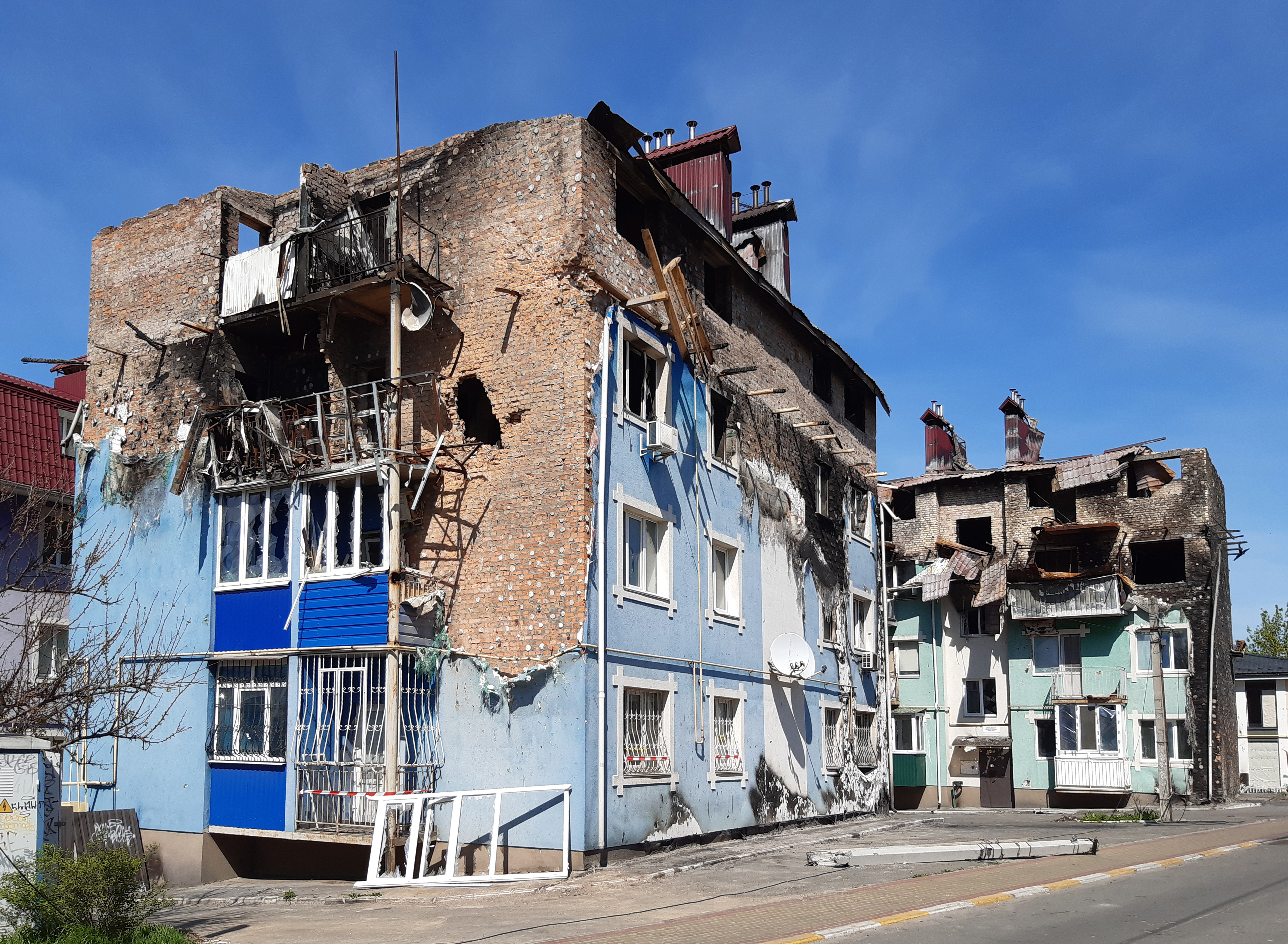
Будинки «Вулики», вулиця Мечникова
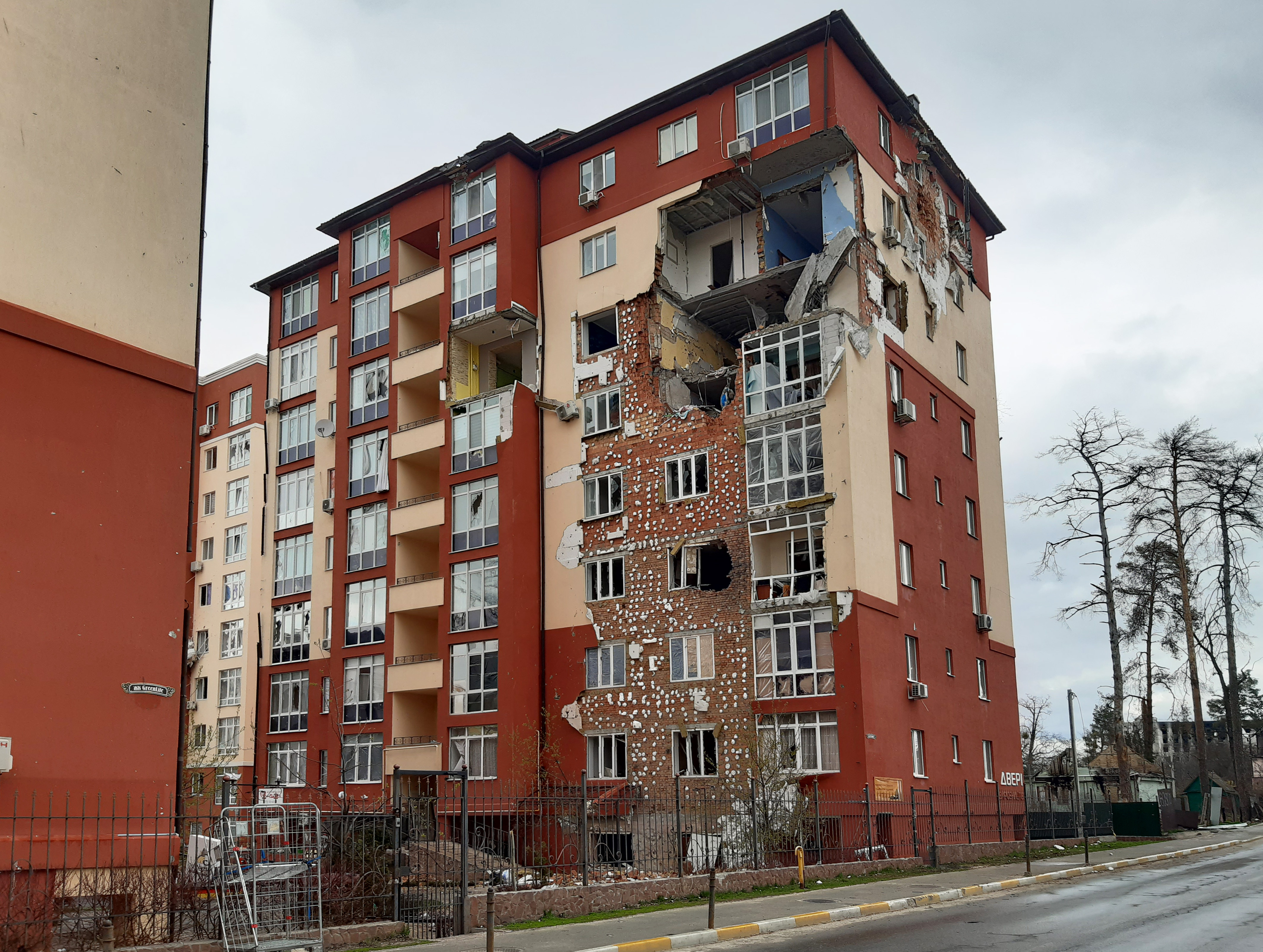
ЖК «Green Life»
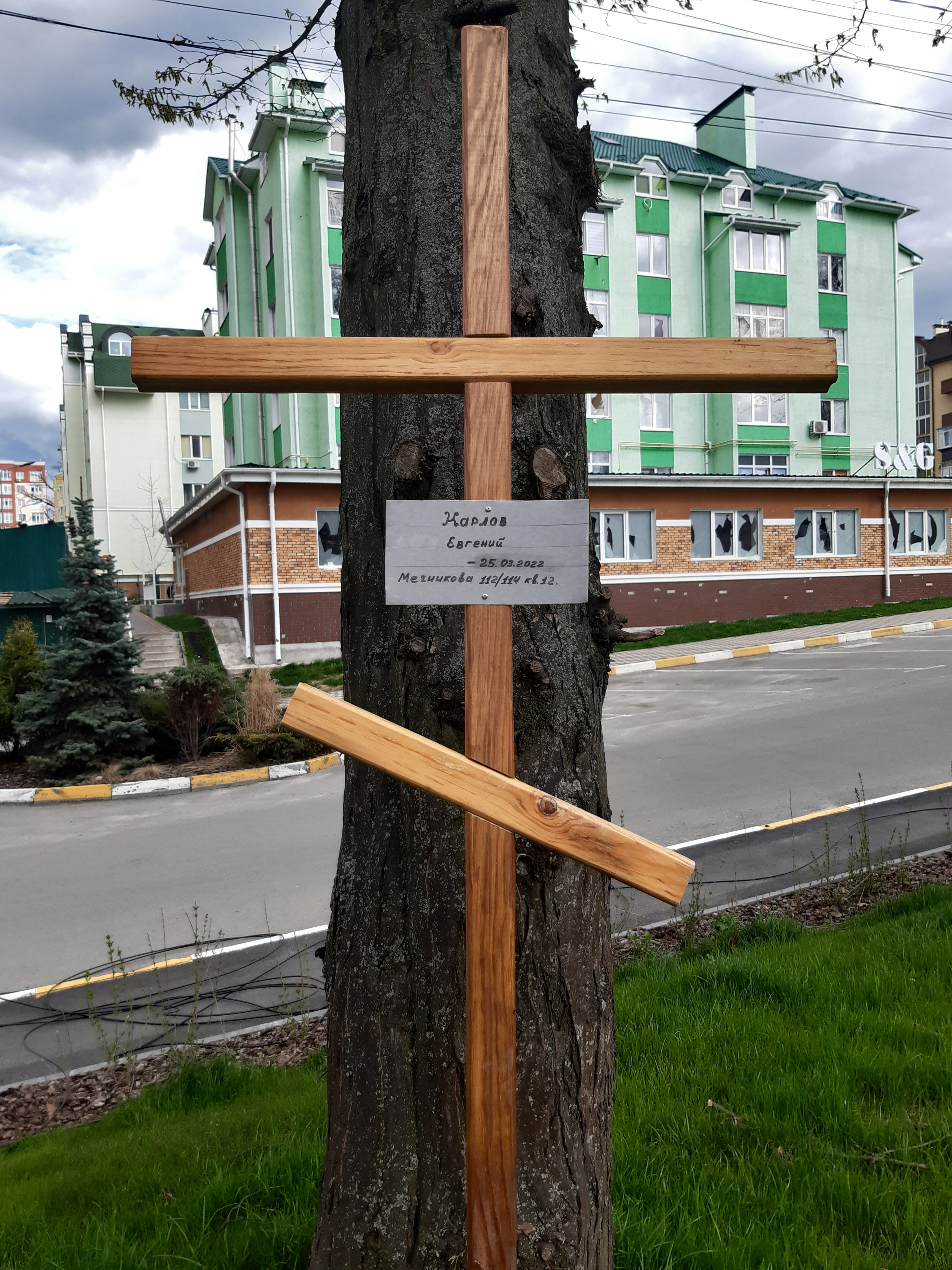
Хрест на могилі убитого російськими окупантами мирного мешканця
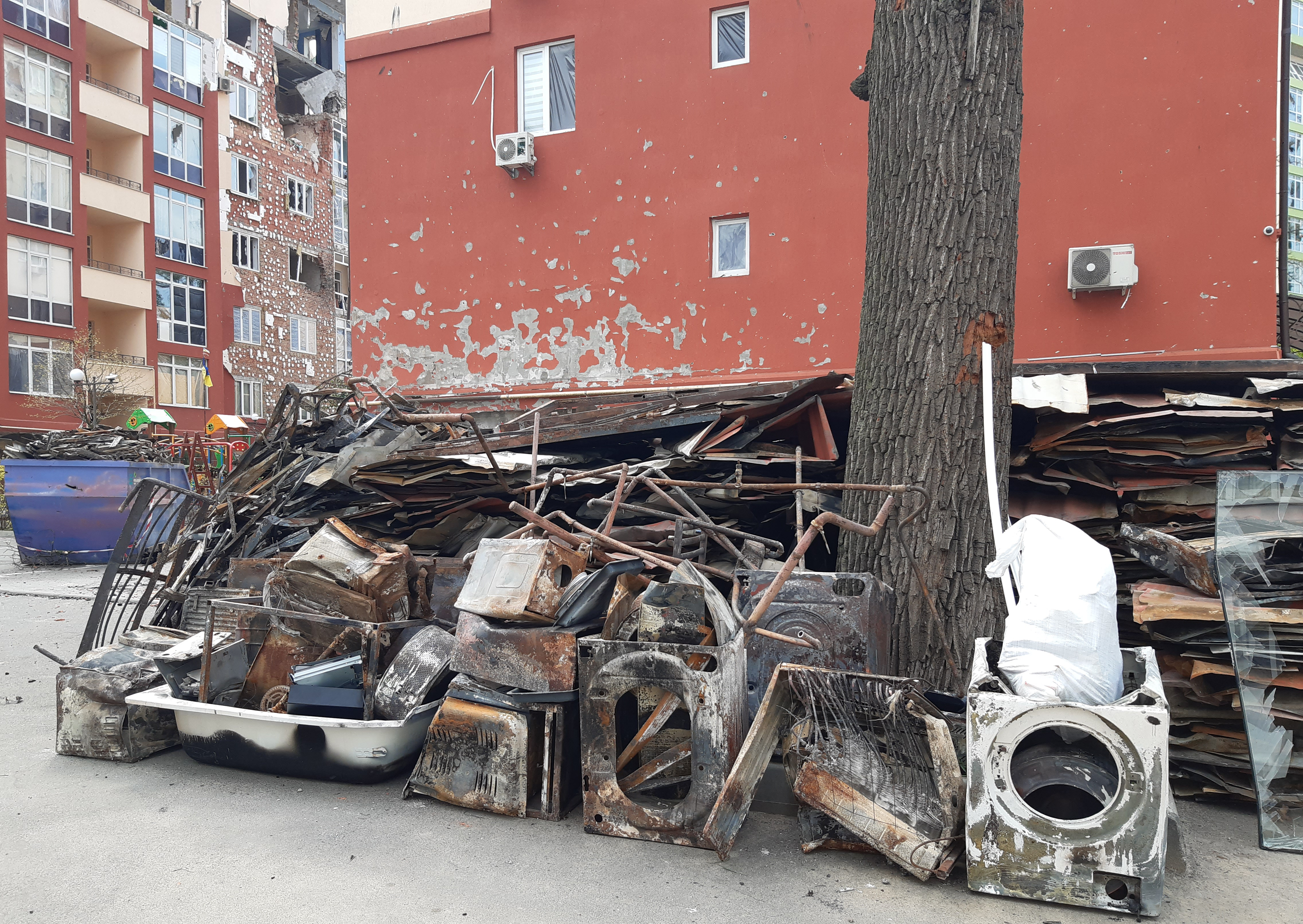
Пошкоджене майно, ЖК «Green Life»
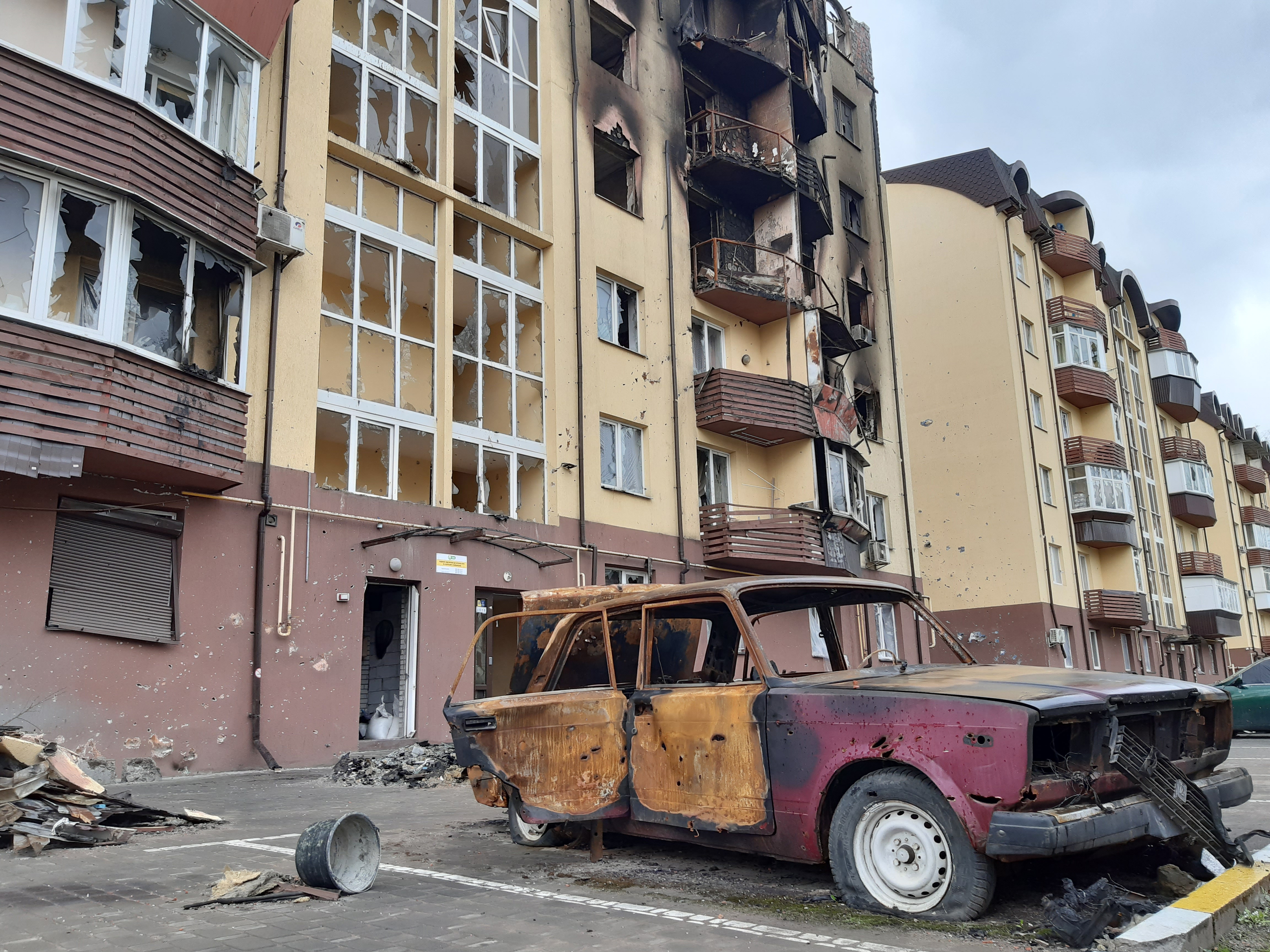
ЖК «Новооскольський»
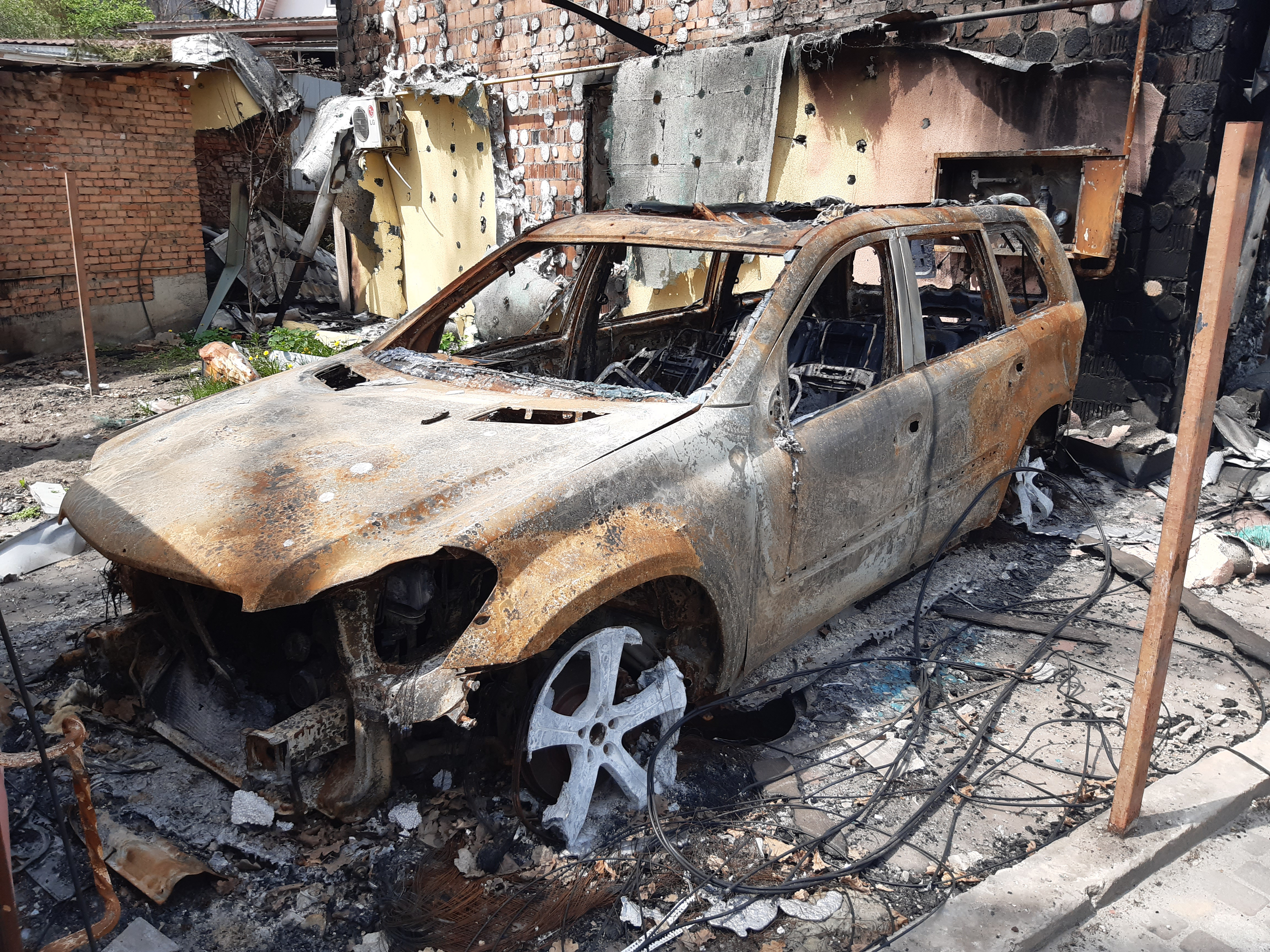
Степанівська вулиця
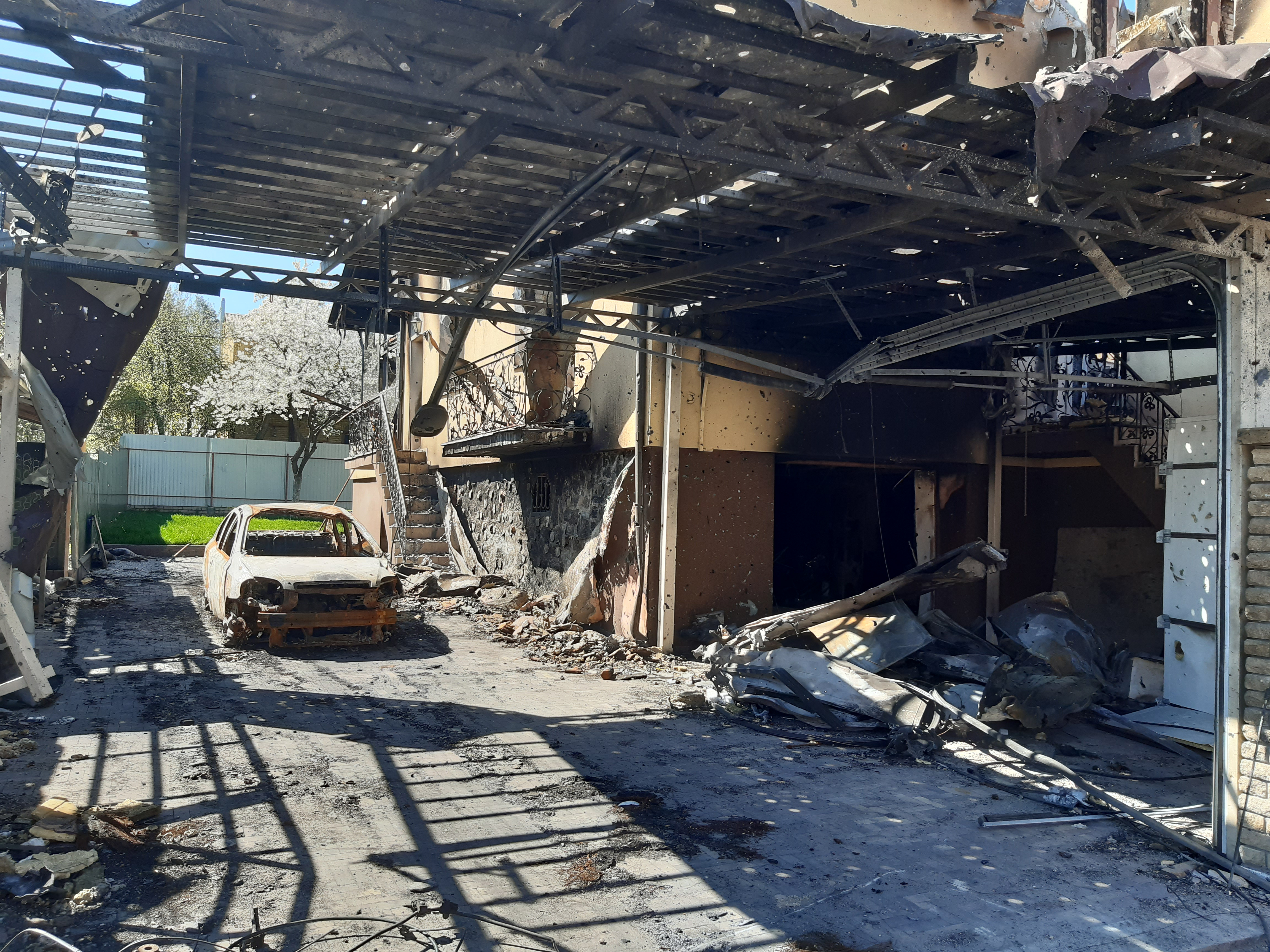
вулиця Мечникова
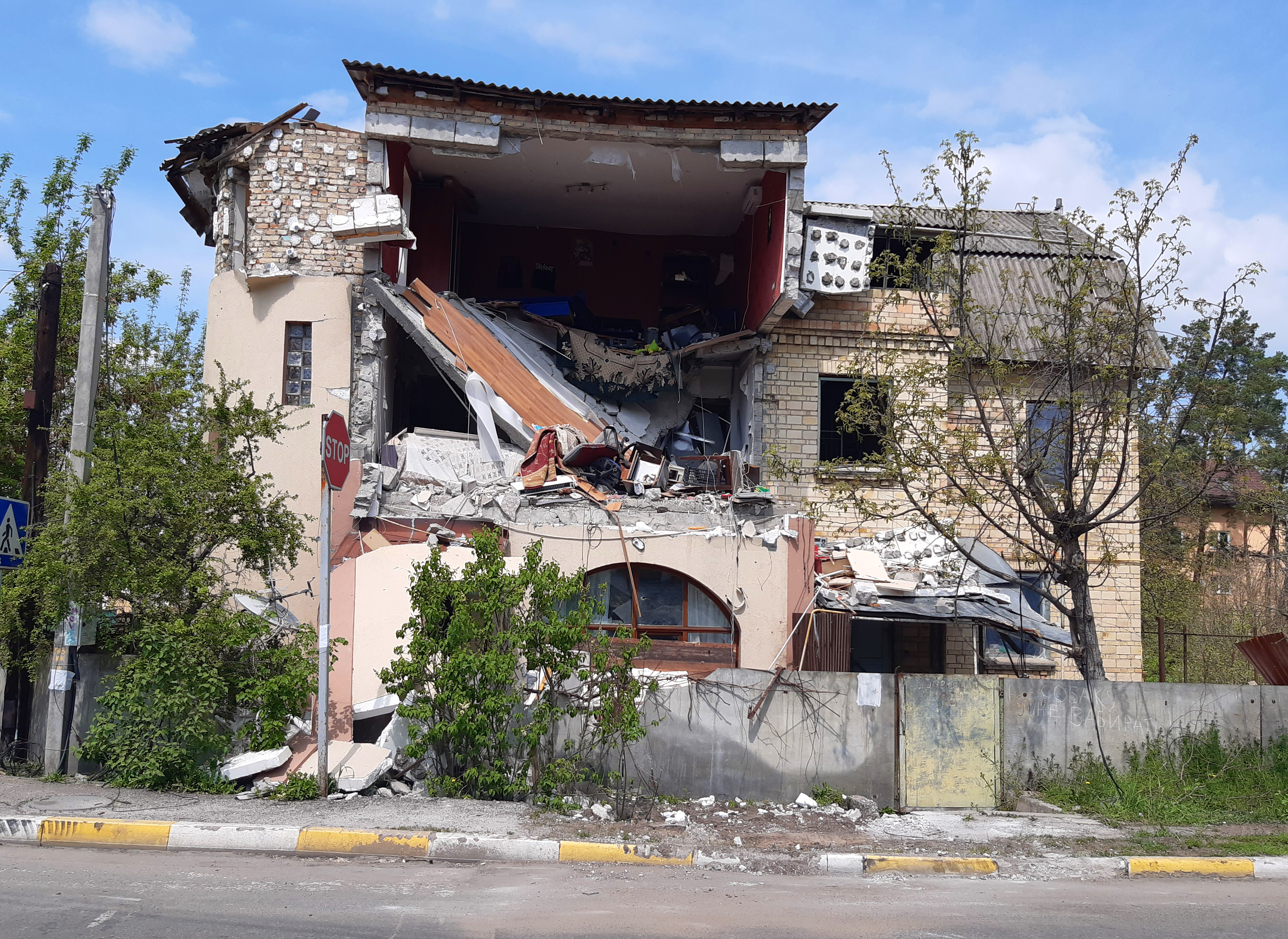
вулиця Івана Драча
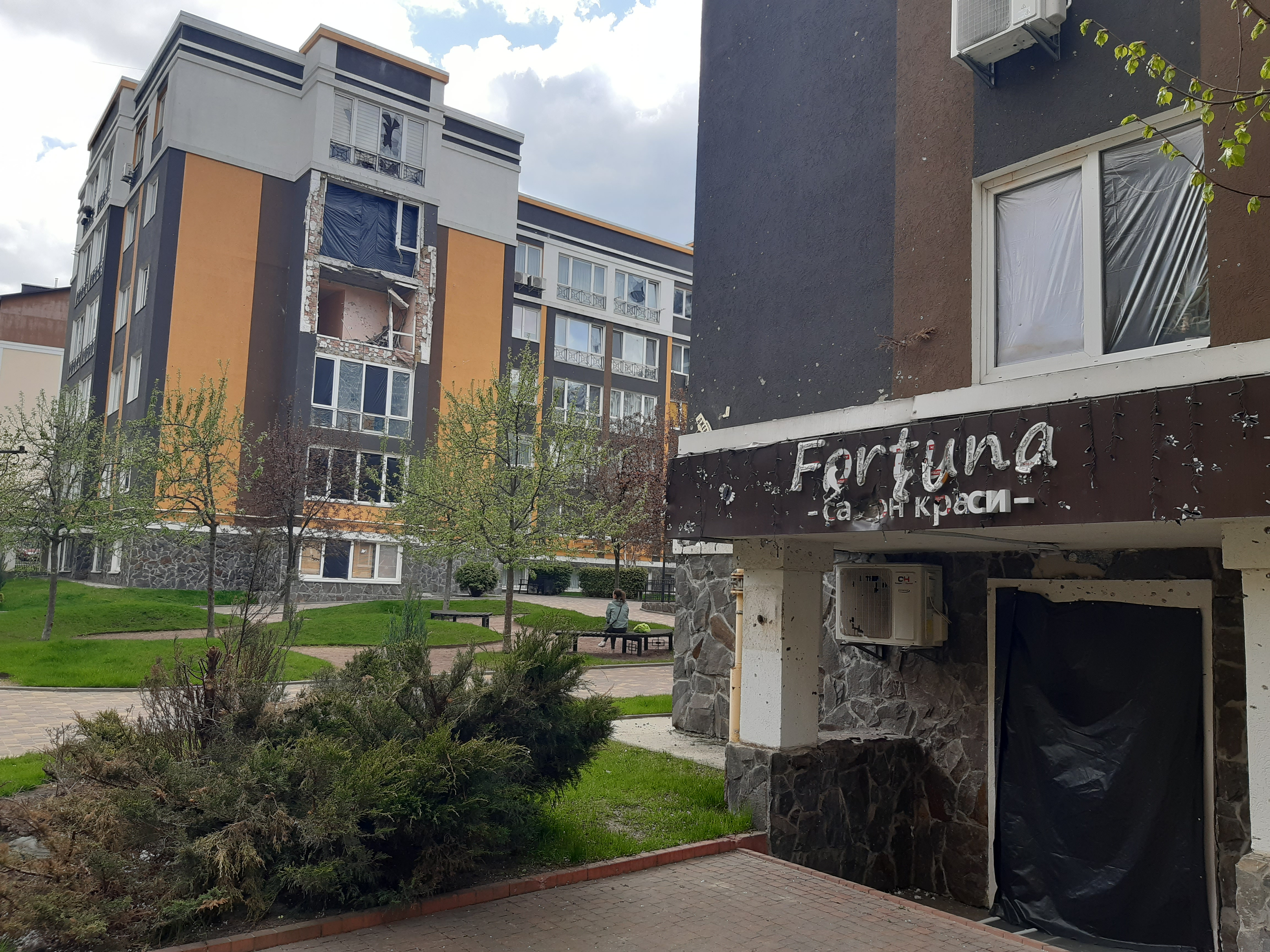
Місто вибитих шибок. ЖК «Фортуна-2»
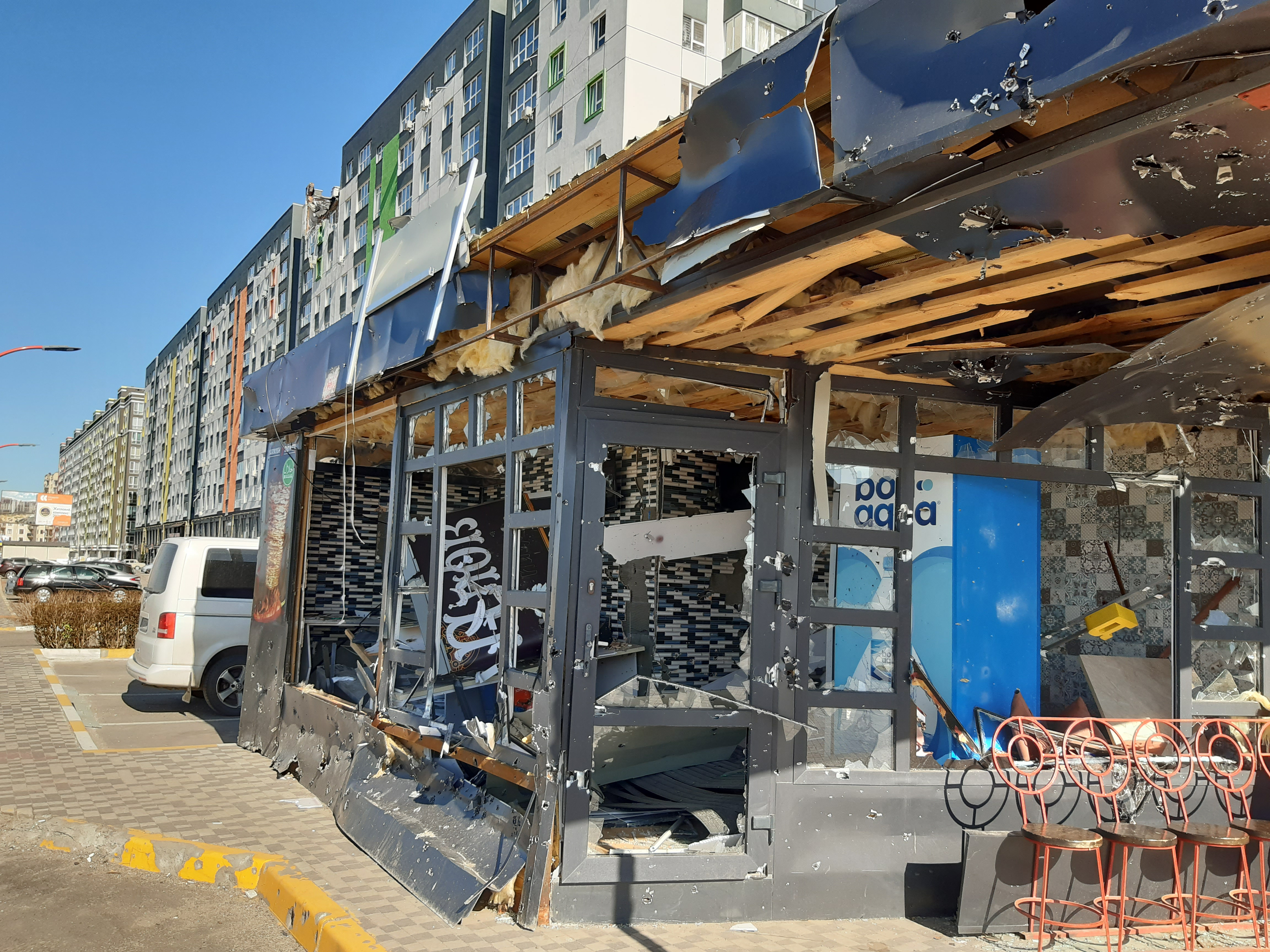
Автобусна зупинка, ЖК «Синергія-3»
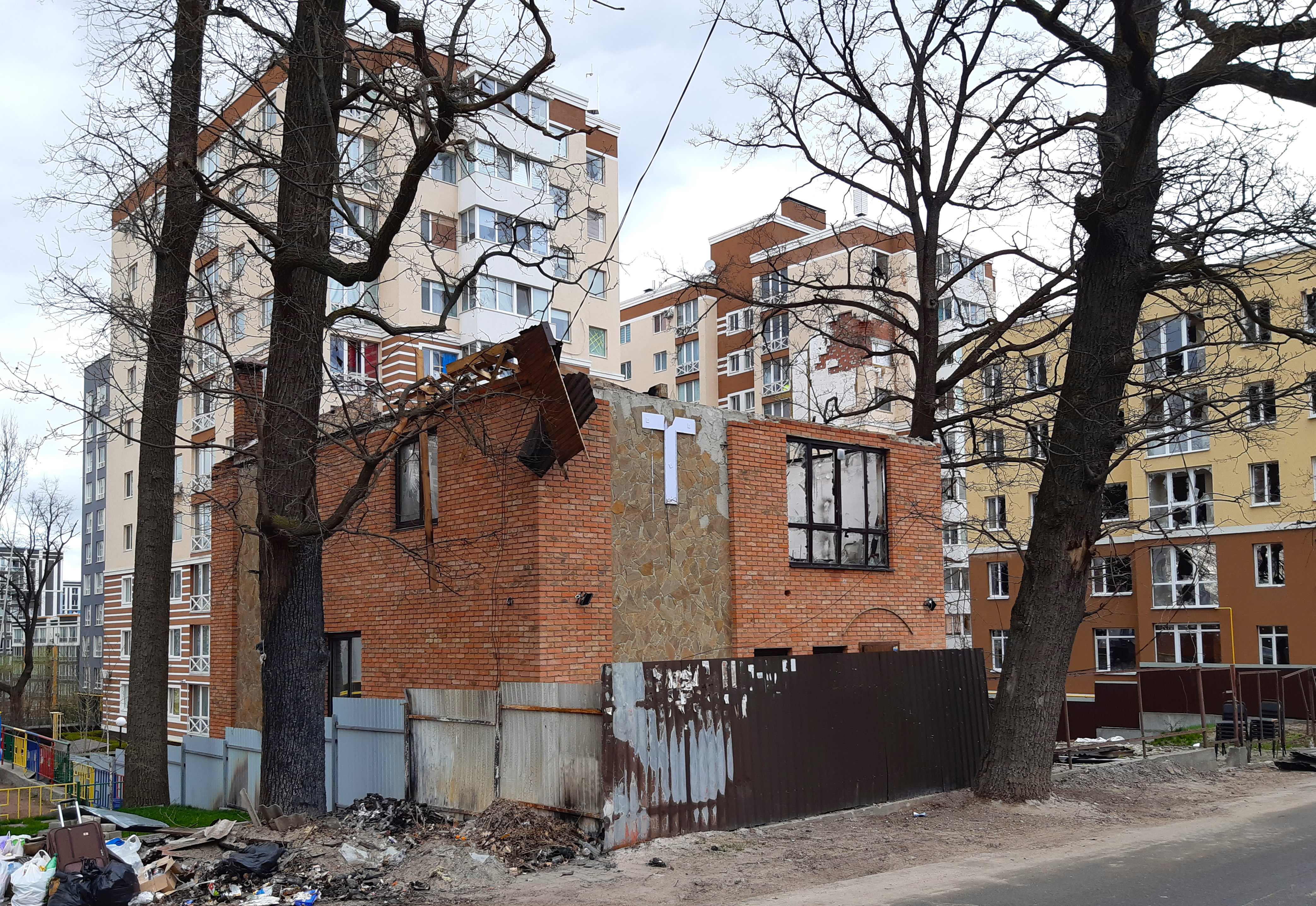
Зруйнована будівля протестантської церкви
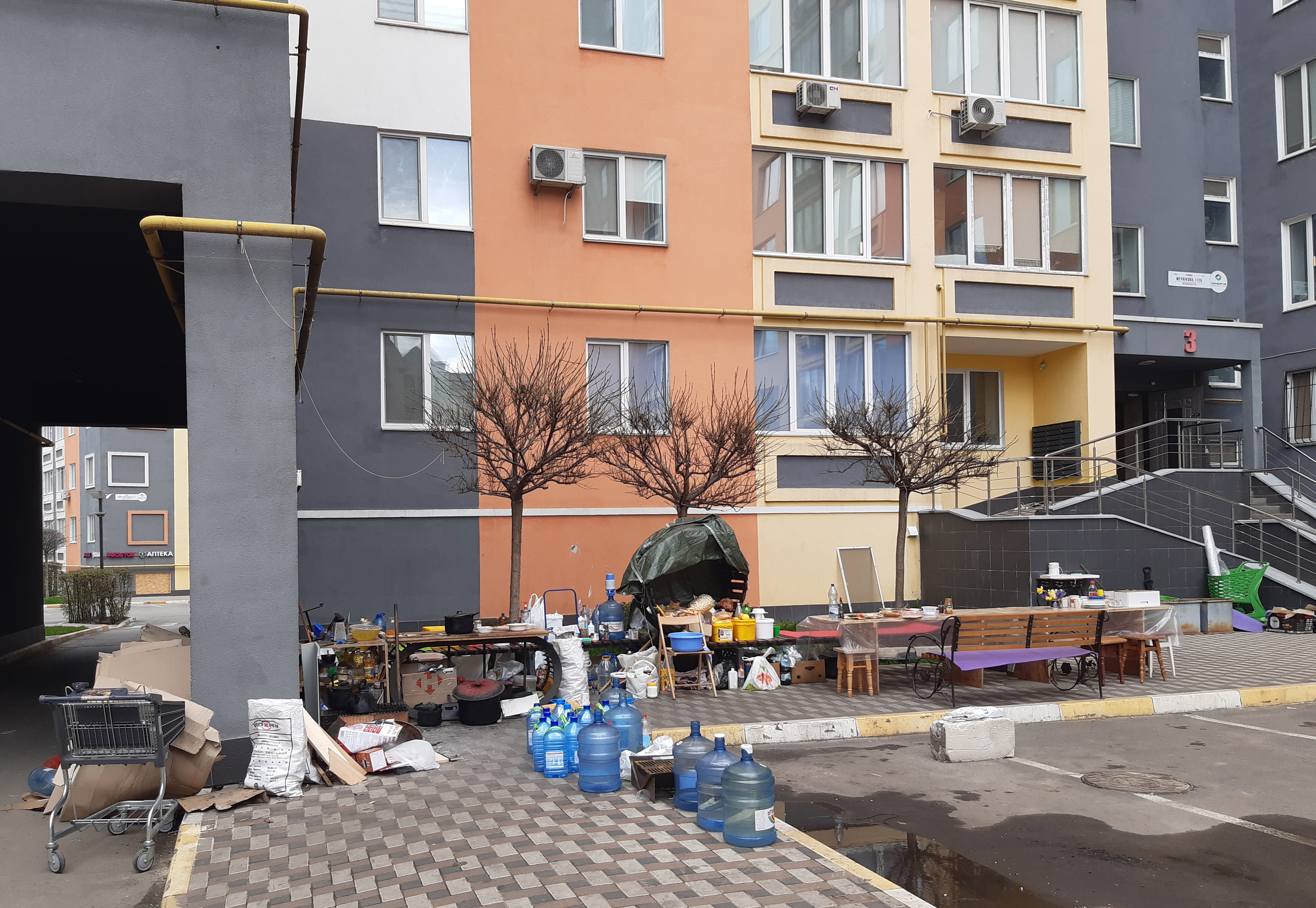
Польова кухня, ЖК «Синергія-2»
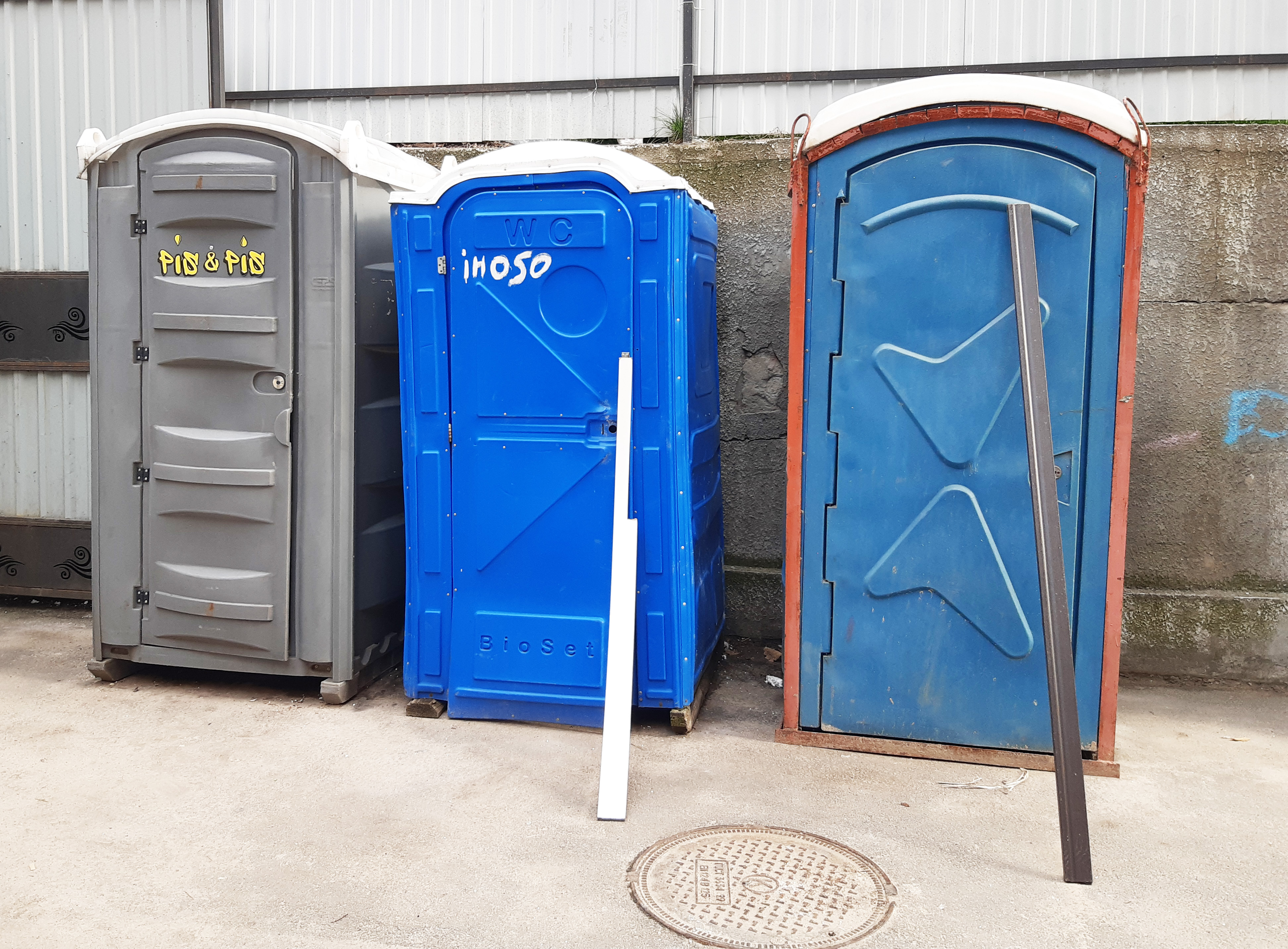
Тимчасові біотуалети після визволення міста

## Галерея

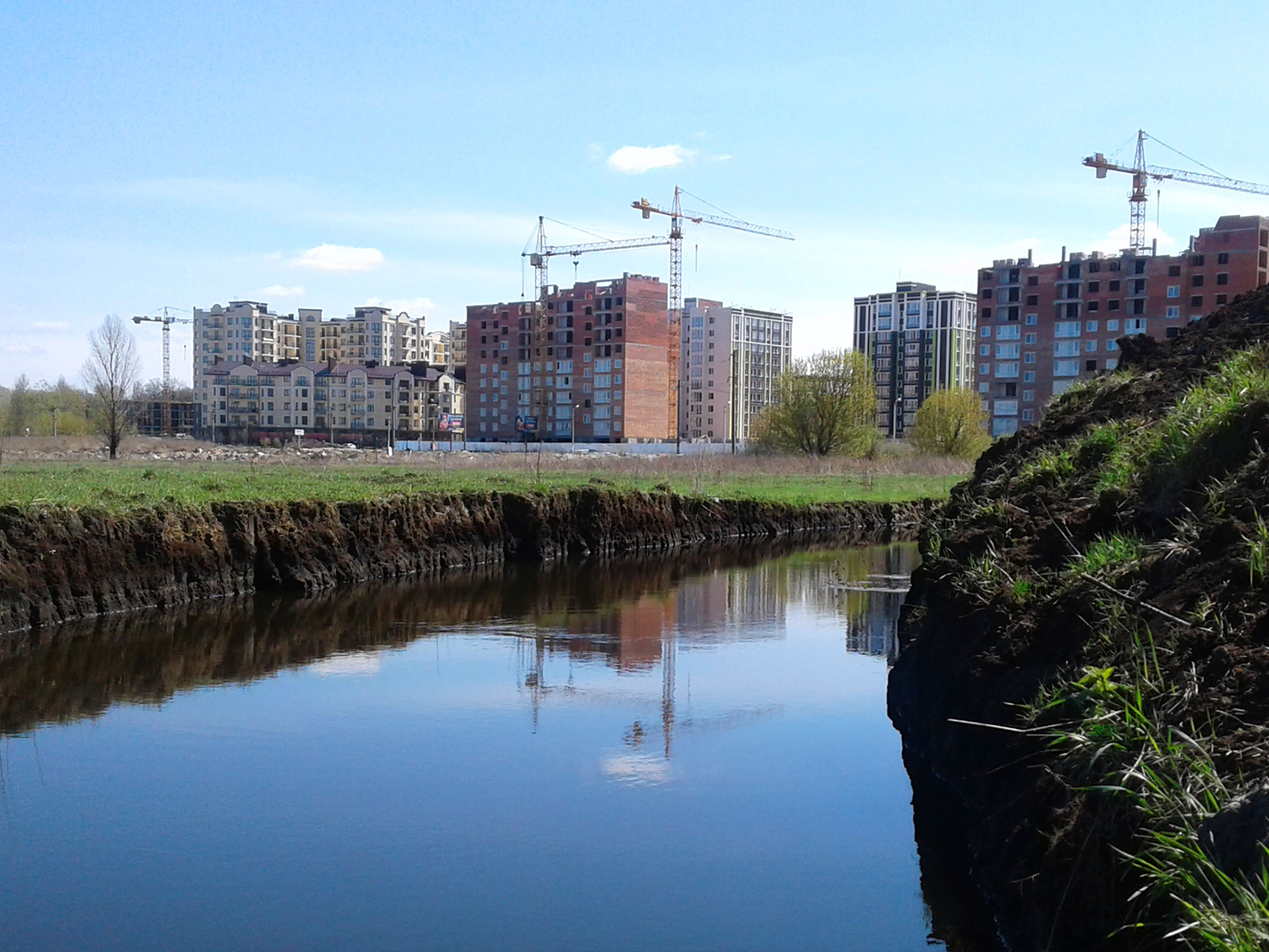
ЖК «Rich Town», «Фортуна-2», «Синергія-3» і залиті котловани у плавнях річки Буча (вул. Сковороди)
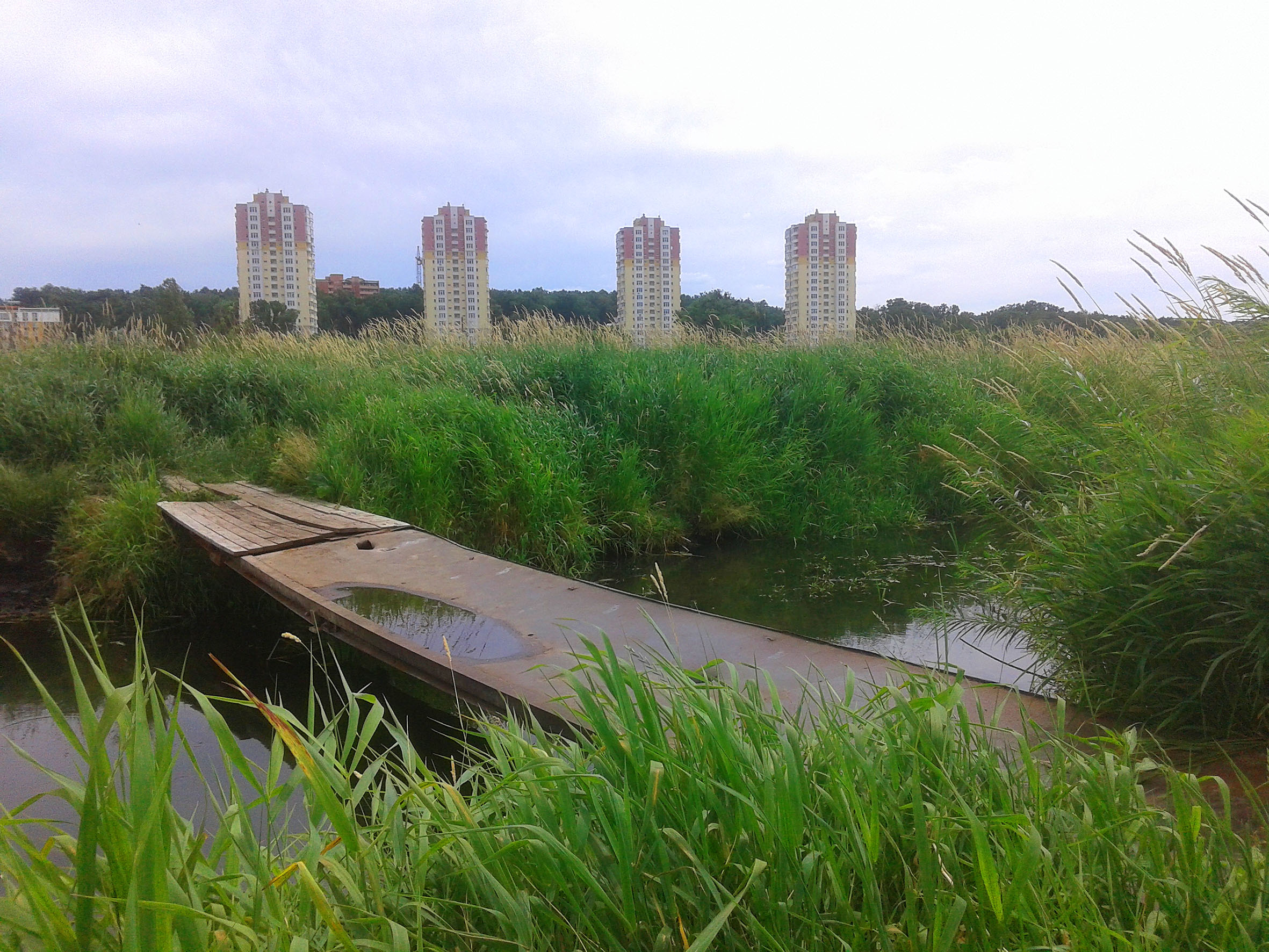
Річка Буча  і ЖК «Grand Life»
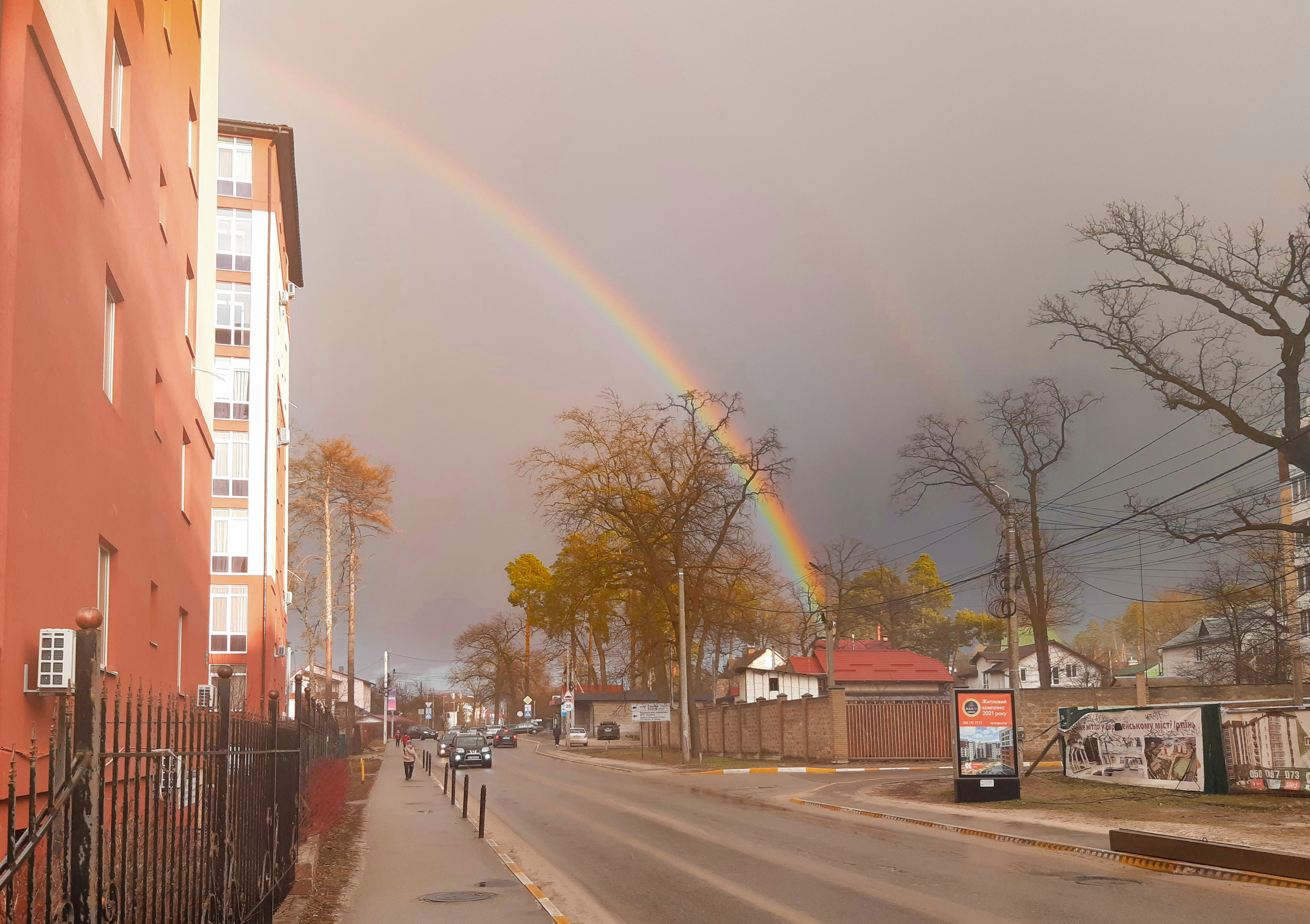
Веселка в лютому. ЖК «Green Life» за кілька днів до російського вторгнення
Ірпінь після визволенення від російських окупантів, квітень 2022